# 天白区
天白区（てんぱくく）は、名古屋市を構成する16行政区のひとつ。名古屋市の東部に位置している。

## 概要
1975年（昭和50年）2月に昭和区から分区独立して誕生した名古屋市の中で名東区とともに一番新しい区 。

### 地名の由来
天白の名は、1906年（明治39年）に愛知郡天白村が成立したときに区域を流れる川（天白川）から名前を採ったことに始まる。
天白川の名前は、河口付近（緑区鳴海町天白橋）に天白神が祀られていたことに由来し、そこからやや上流の天白区野並から下流は、江戸時代に埋め立てが進むまでは、年魚市潟と呼ばれた干潟であった。
天白橋付近に渡し場があり、船で笠寺・熱田方面に向かい、陸路の場合は、野並より上流で渡っていた。
そこで祭られていた天白神は緑区鳴海町の成海神社から、現在の緑区白土の熊野日白社として祀られている。
天白神とは、洪水から田畑を守る神といわれたり、養蚕との関連、瀬織津姫との関連性を指摘する学説もある。

## 地理

### 地形
天白川および植田川周辺の平坦な地形と区北部の植田山、西部の音聞山、南部の相生山に見られるような丘陵地を合わせ持つ。また、平針の森にはトウカイモウセンゴケが生えている。森は子ども達の遊び場や、豪雨時に水を蓄える役割などを持つが、その一部の「平針の里山」はCOP10開催中の2010年から開発が始まり、河村たかし市長が買い取りを計画したり「平針の里山保全協議会」が保全に向けての取り組みをしたものの、2012年には住宅地として分譲を始めた。また、かつては天白渓などの景勝地も存在した。

#### 山岳
主な山
- 相生山 - 四等三角点「相生山」
- 秋葉山
- 植田山
- 音聞山
- 八事山
- 御幸山
- 表山
- 裏山 - 四等三角点「裏山」
- 一ツ山
- 権現山 - 植田本町二丁目付近。
- 焼山 - 植田北小学校付近。

#### 河川
主な川
本区を流れる河川は全て天白川水系であり、名古屋市の行政区では緑区と並んで庄内川水系の河川が存在しない。
- 天白川
  - 藤川 - 緑区との境を流れる。
    - 郷下川

  - 地蔵川
  - 植田川
    - 八事裏川

  - 大根川
  - 忠兵衛川
  - 繁盛川 - 日進市との境を流れる。

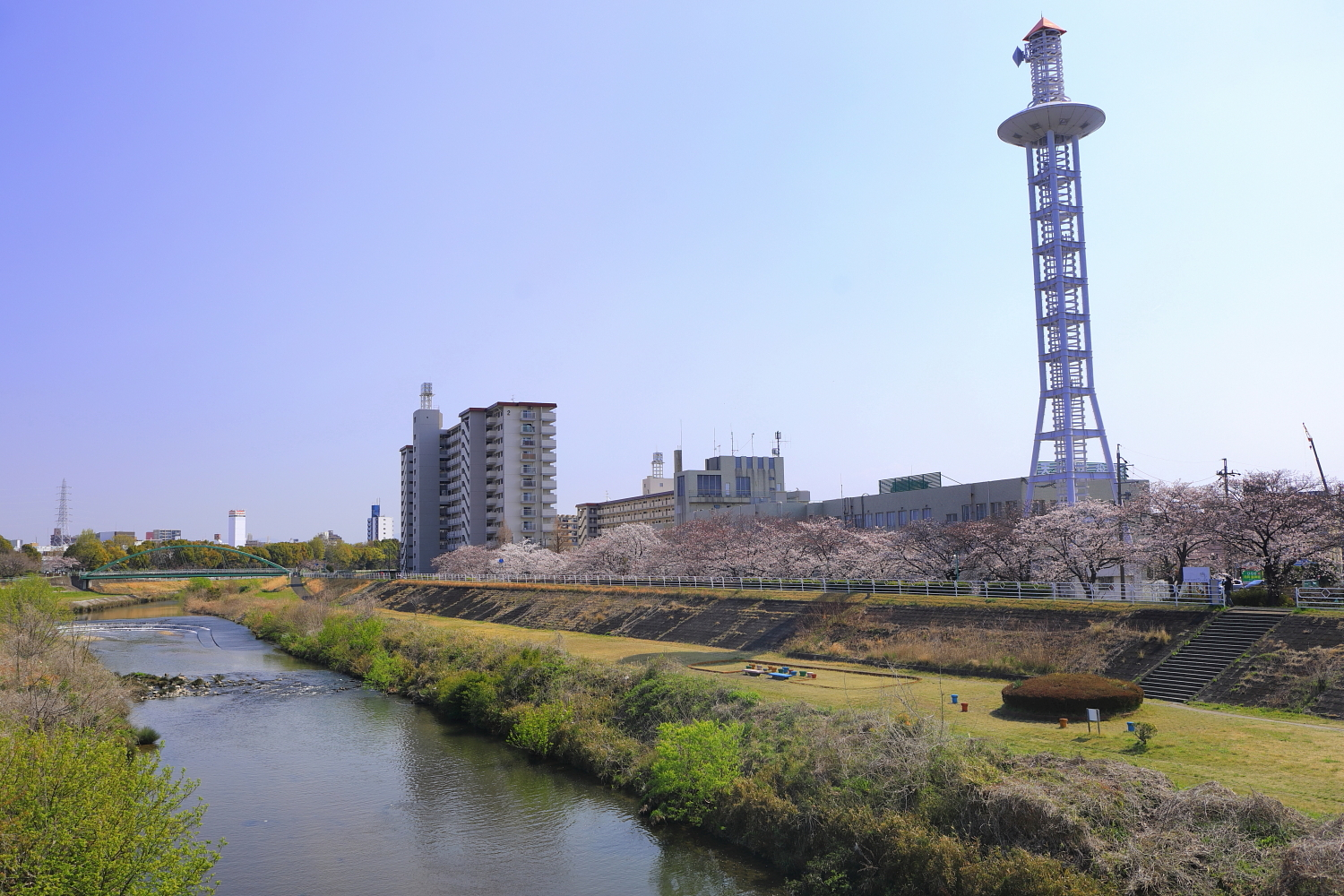
天白川 （2021年（令和3年）3月）
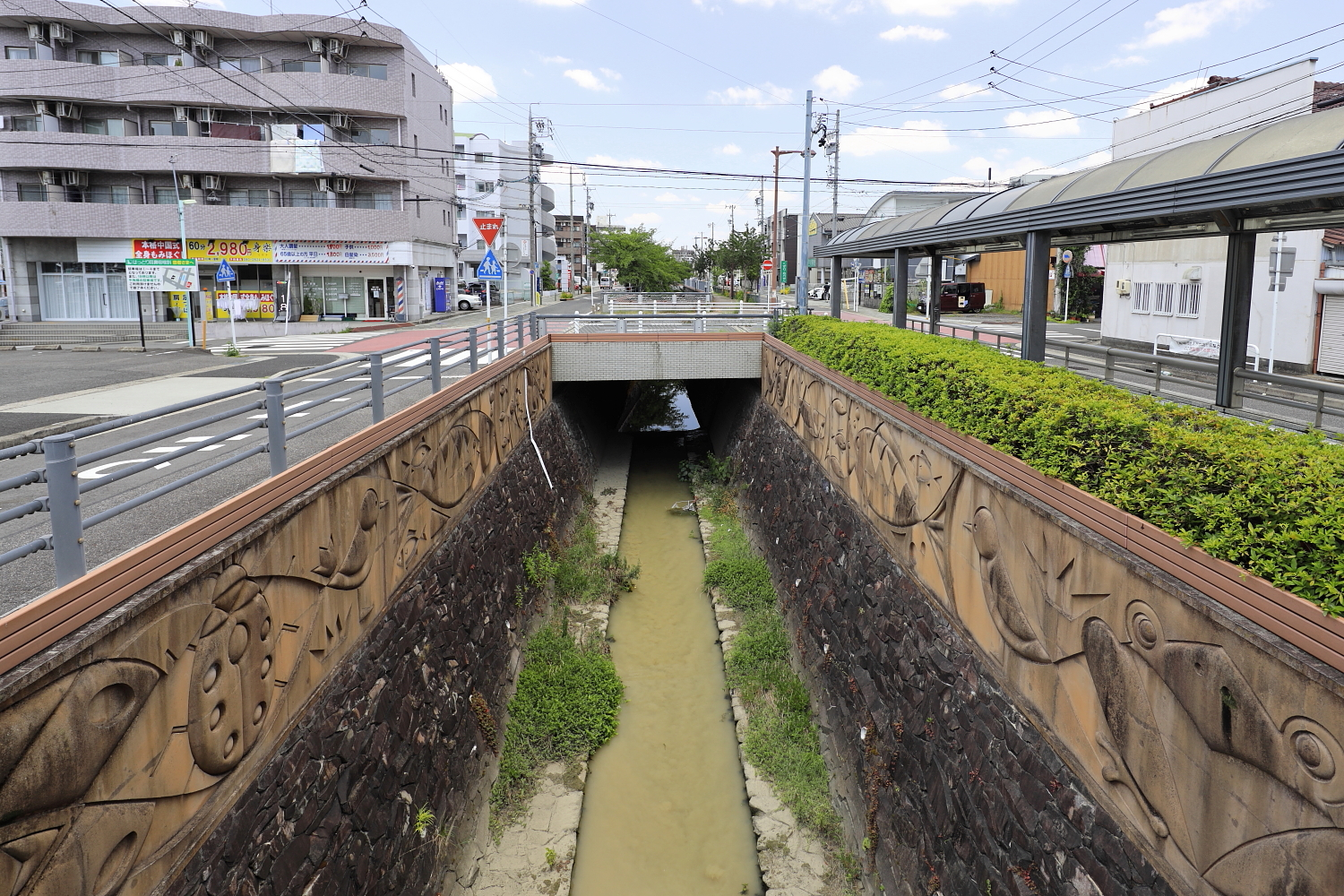
郷下川 （2013年（平成25年）3月）
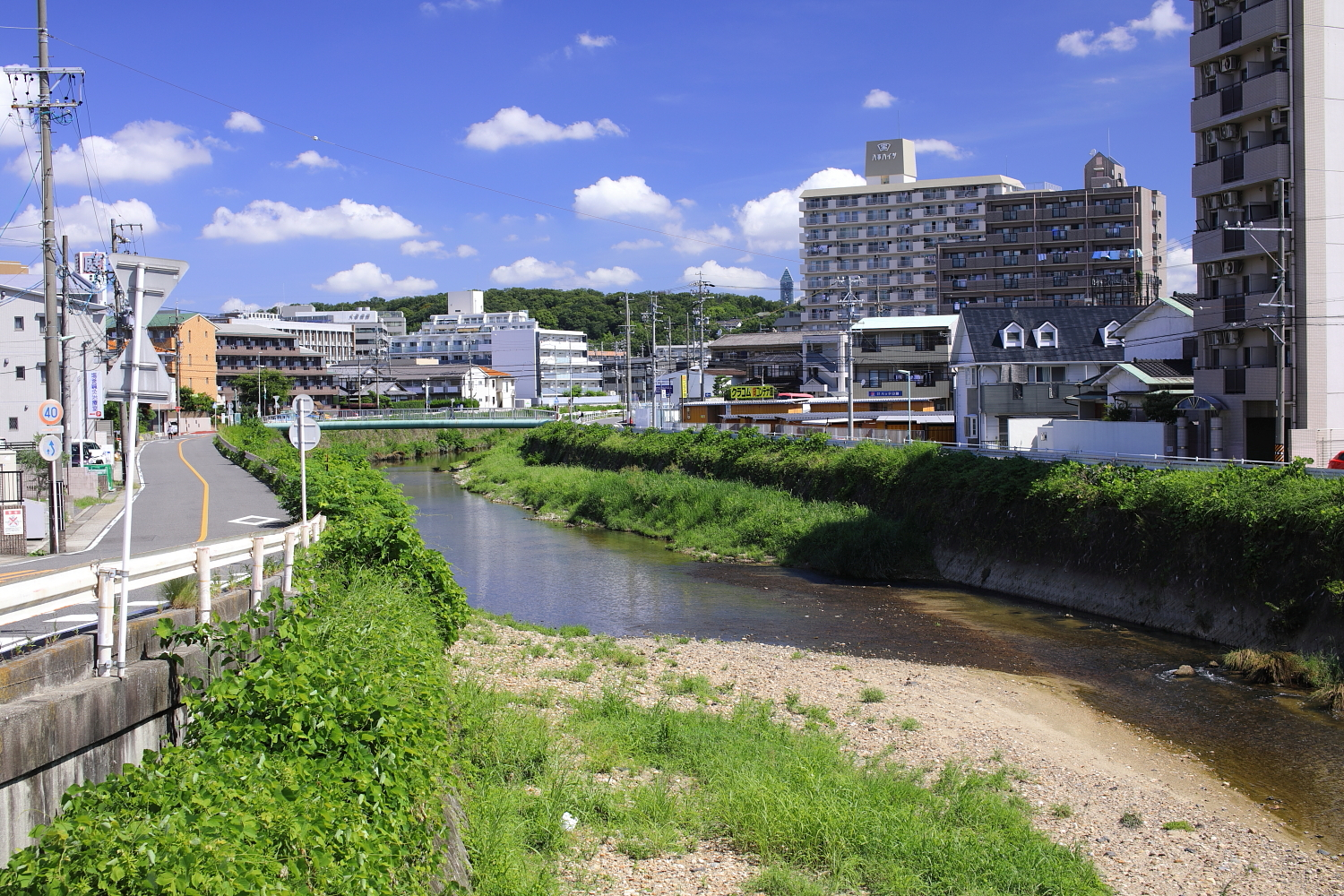
植田川 （2021年（令和3年）7月）
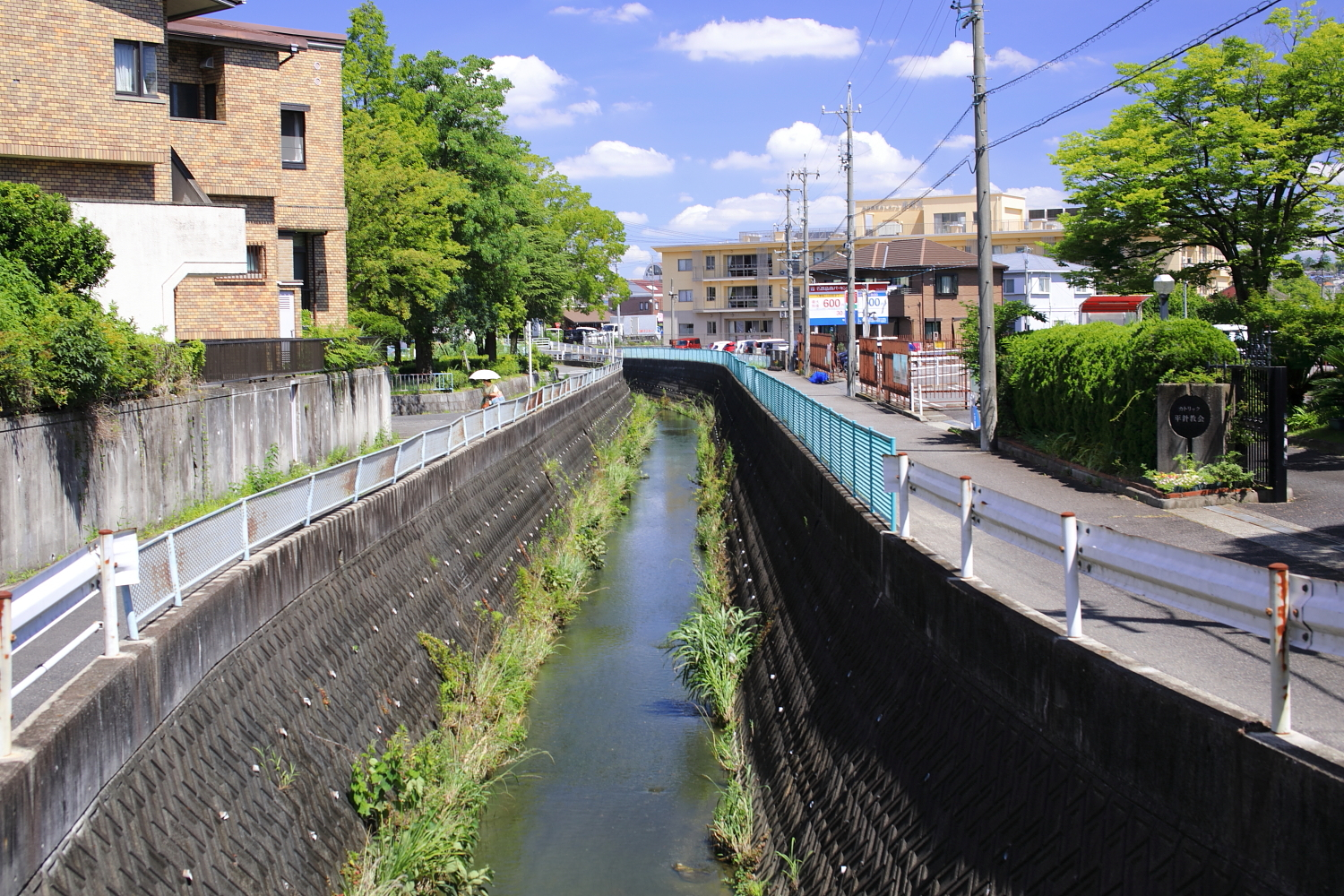
繁盛川。右岸は日進市赤池町。 （2021年（令和3年）7月）
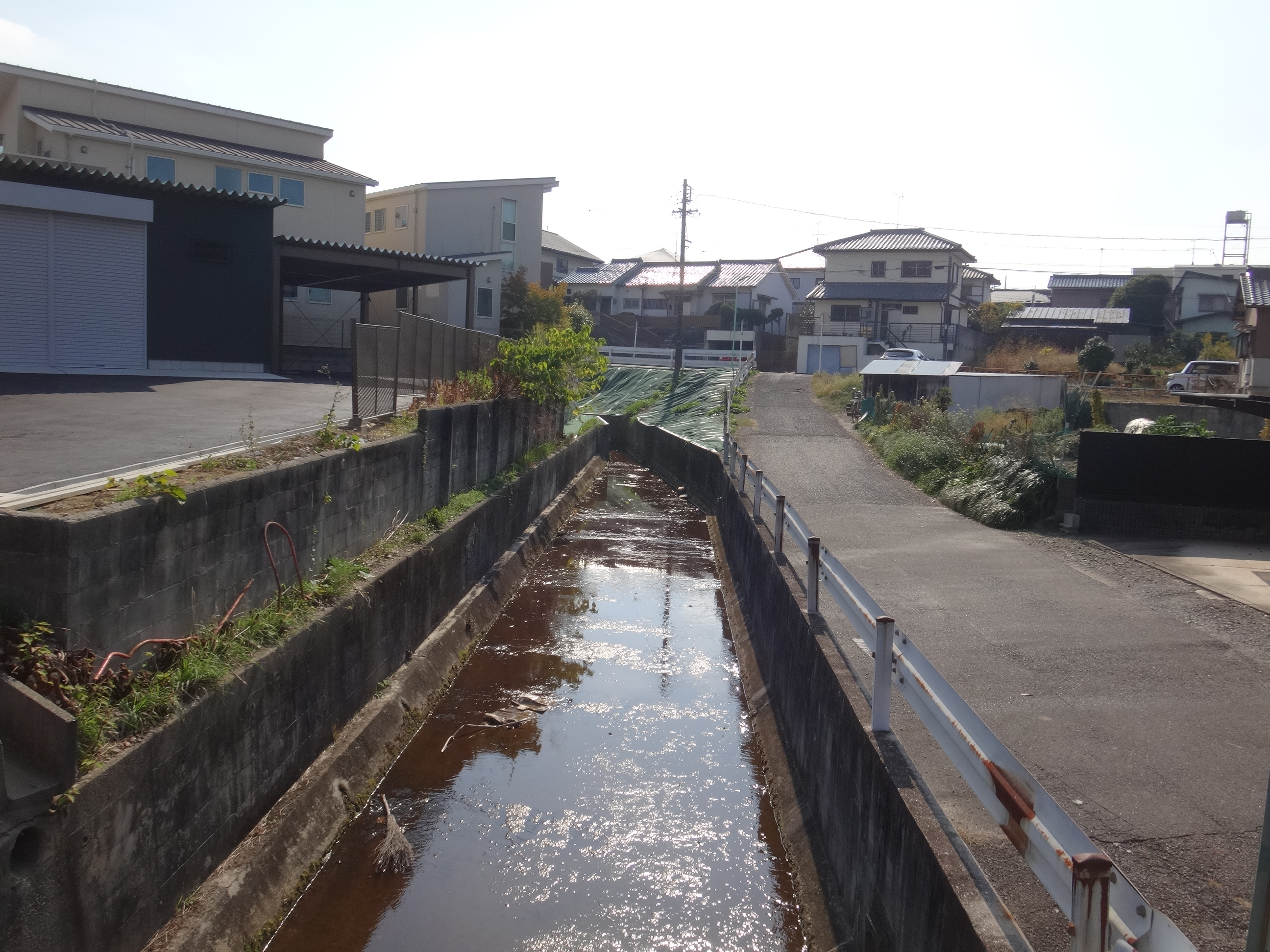
地蔵川 （2023年（令和5年）11月）
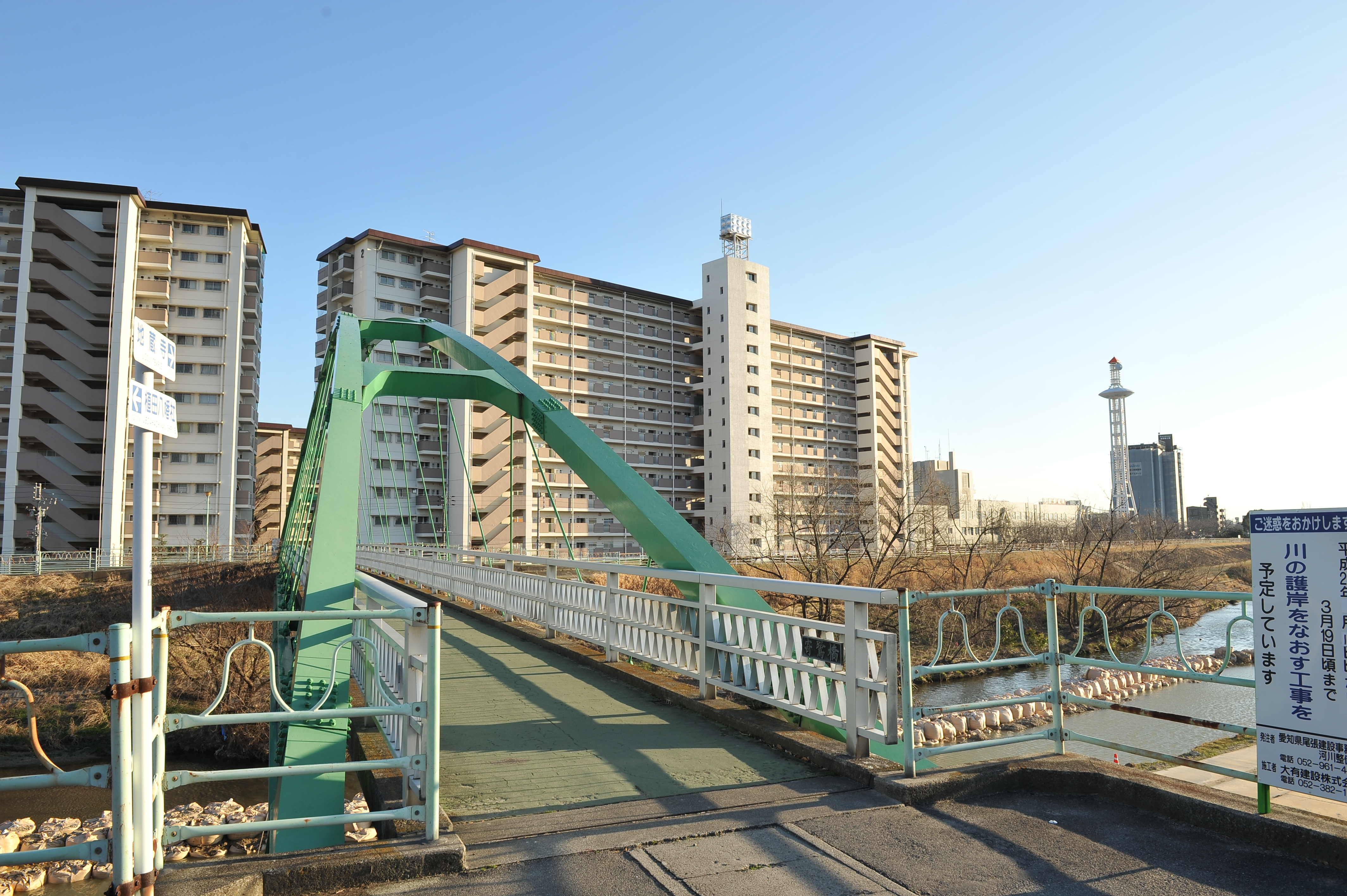
天白川にかかる寄鷺橋 （2020年（令和2年）5月）

#### 湖沼
主な池
- 荒池
- 大堤池
- 細口池
- 本地池
- 大根池
- 天白渓下池
- 新池
- 双子池
- 戸笠池

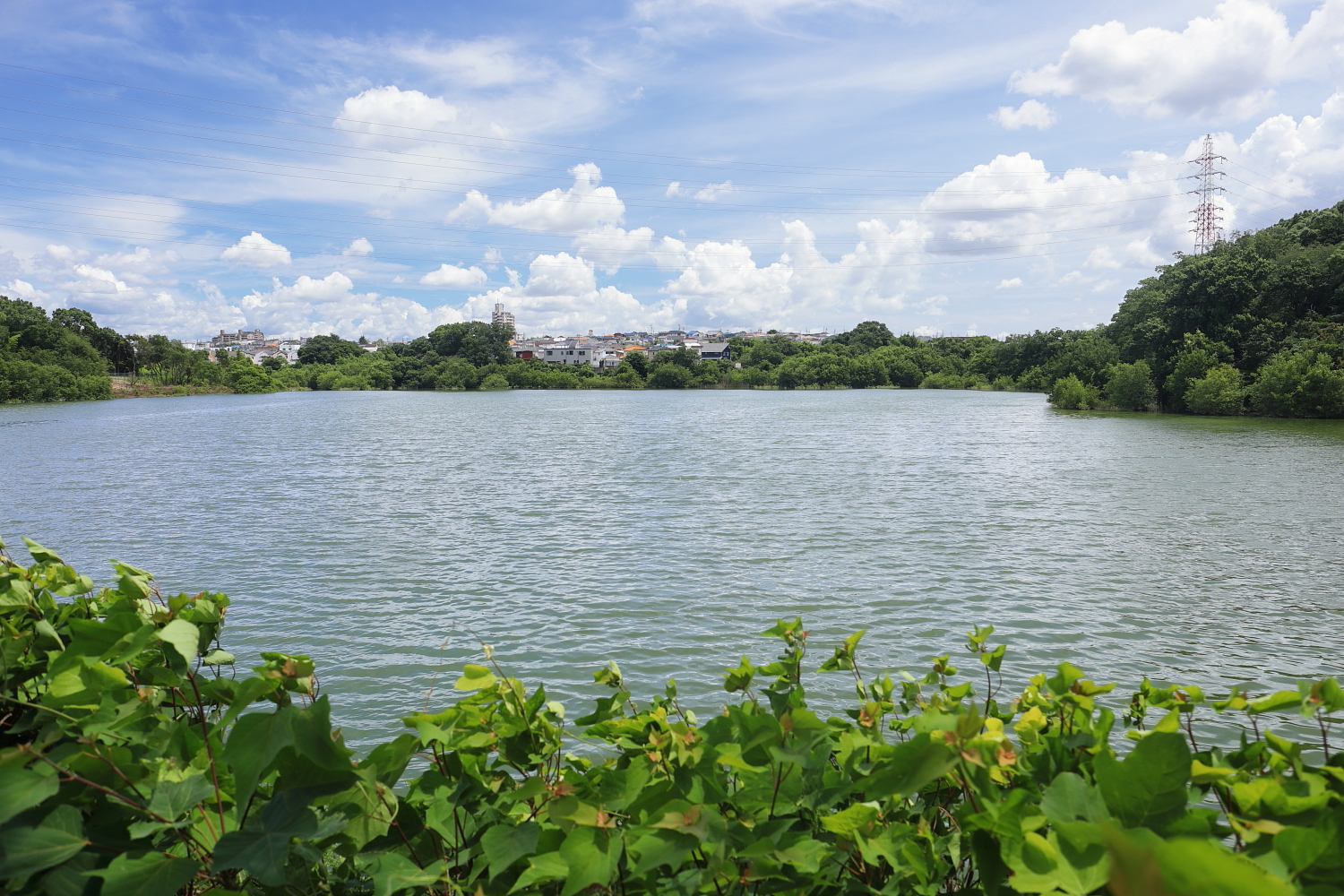
荒池 （2021年（令和3年）7月）
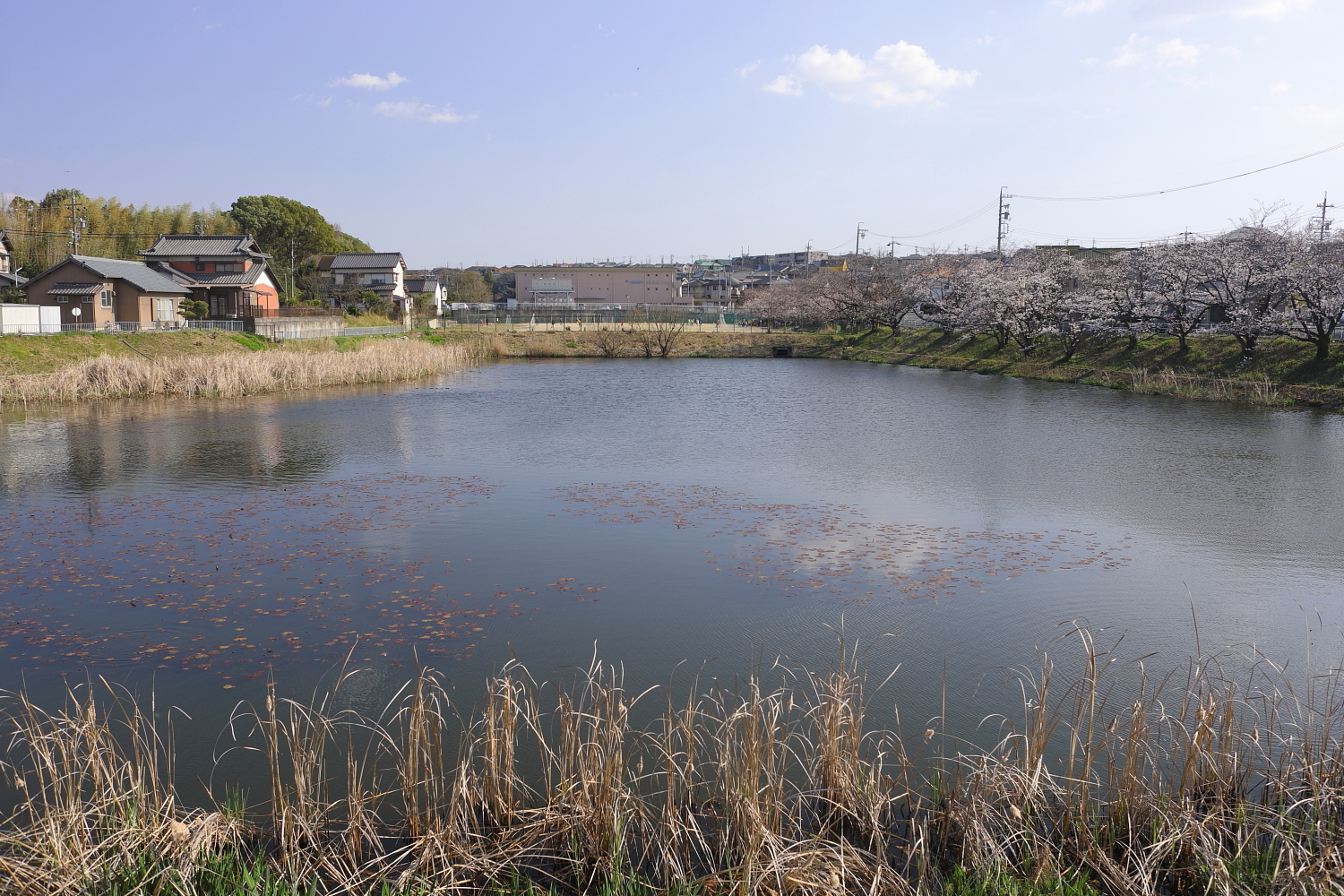
大堤池 （2021年（令和3年）3月）
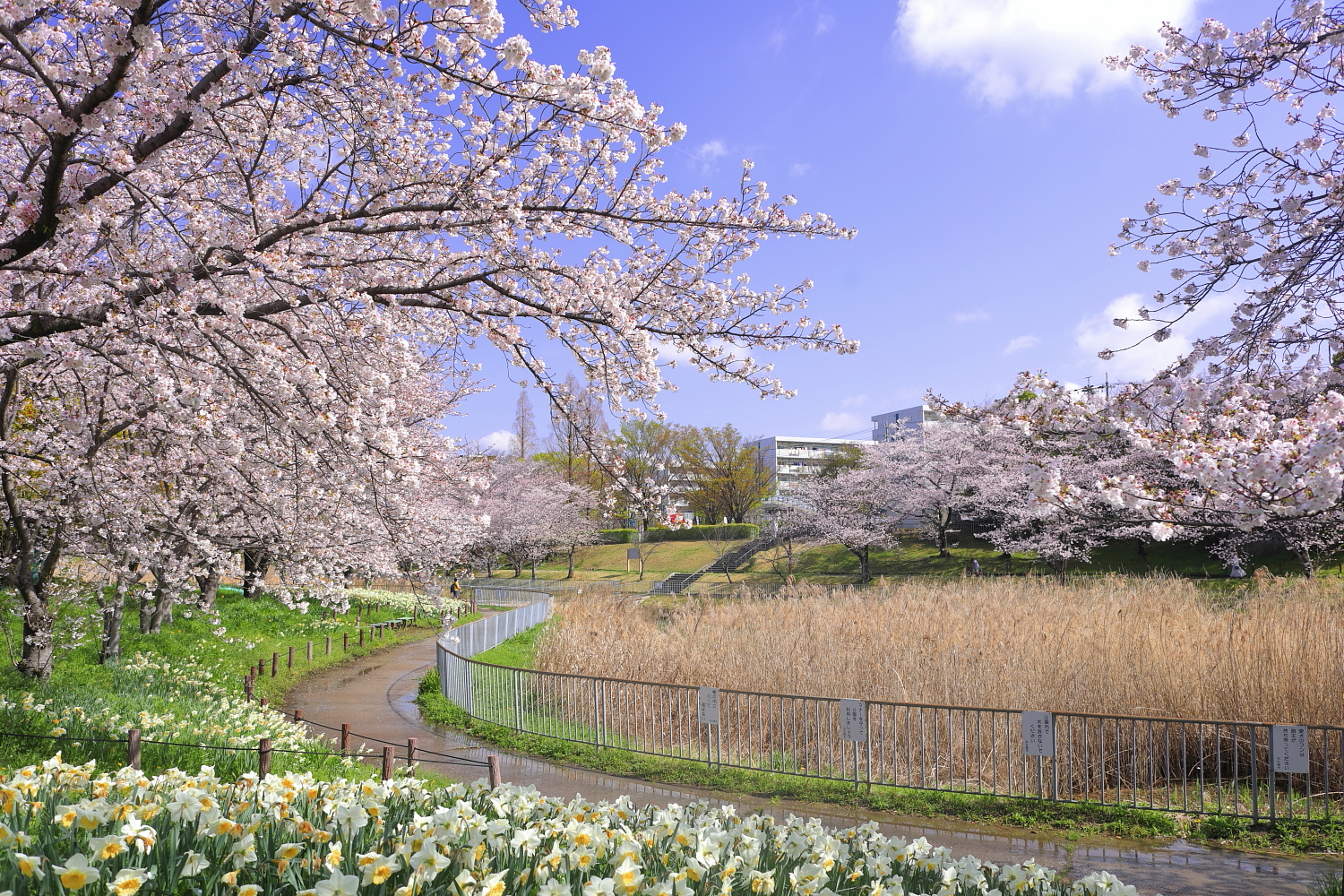
細口池 （2021年（令和3年）3月）
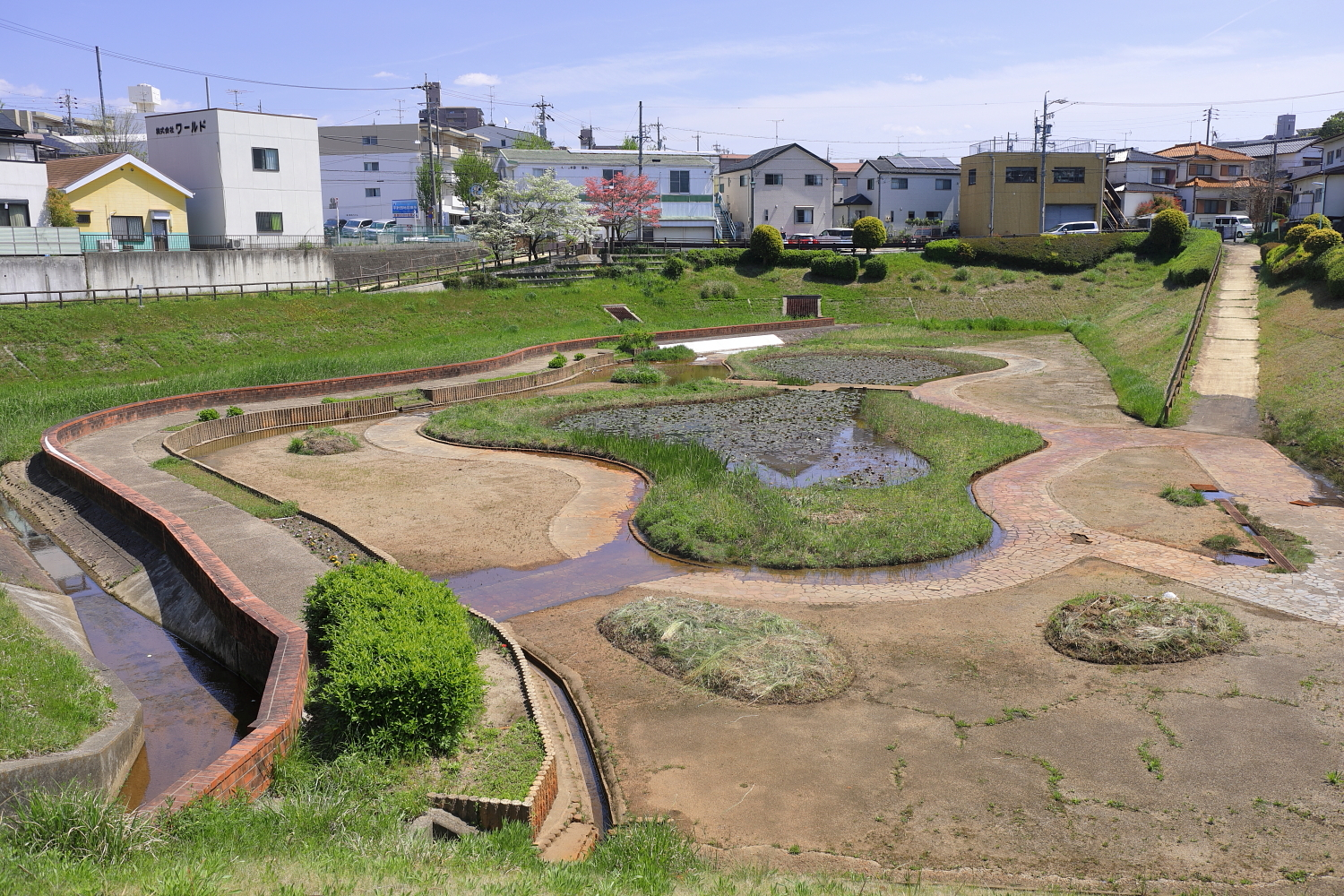
本地池 （2021年（令和3年）4月）
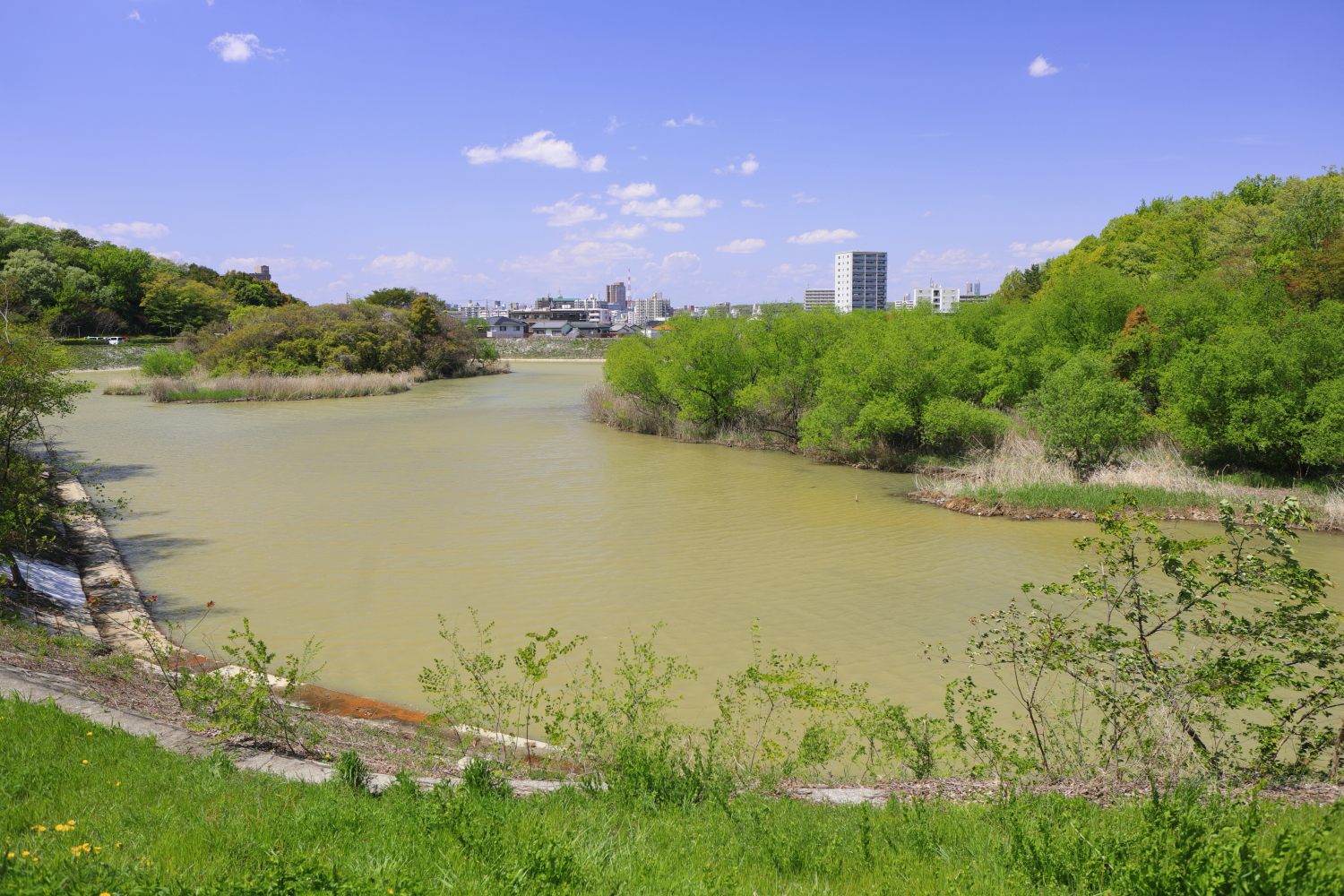
大根池 （2021年（令和3年）4月）
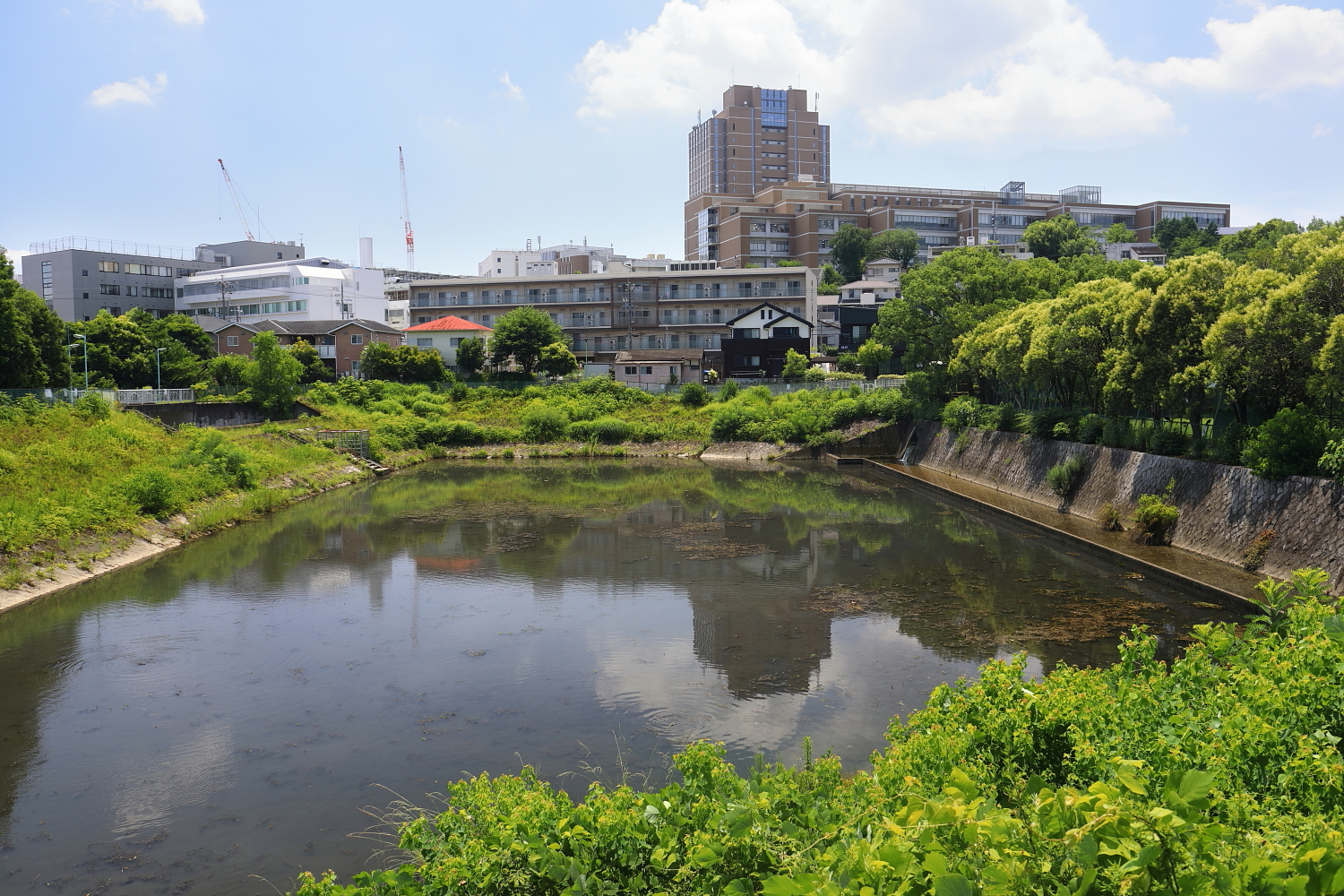
天白渓下池 （2021年（令和3年）7月）
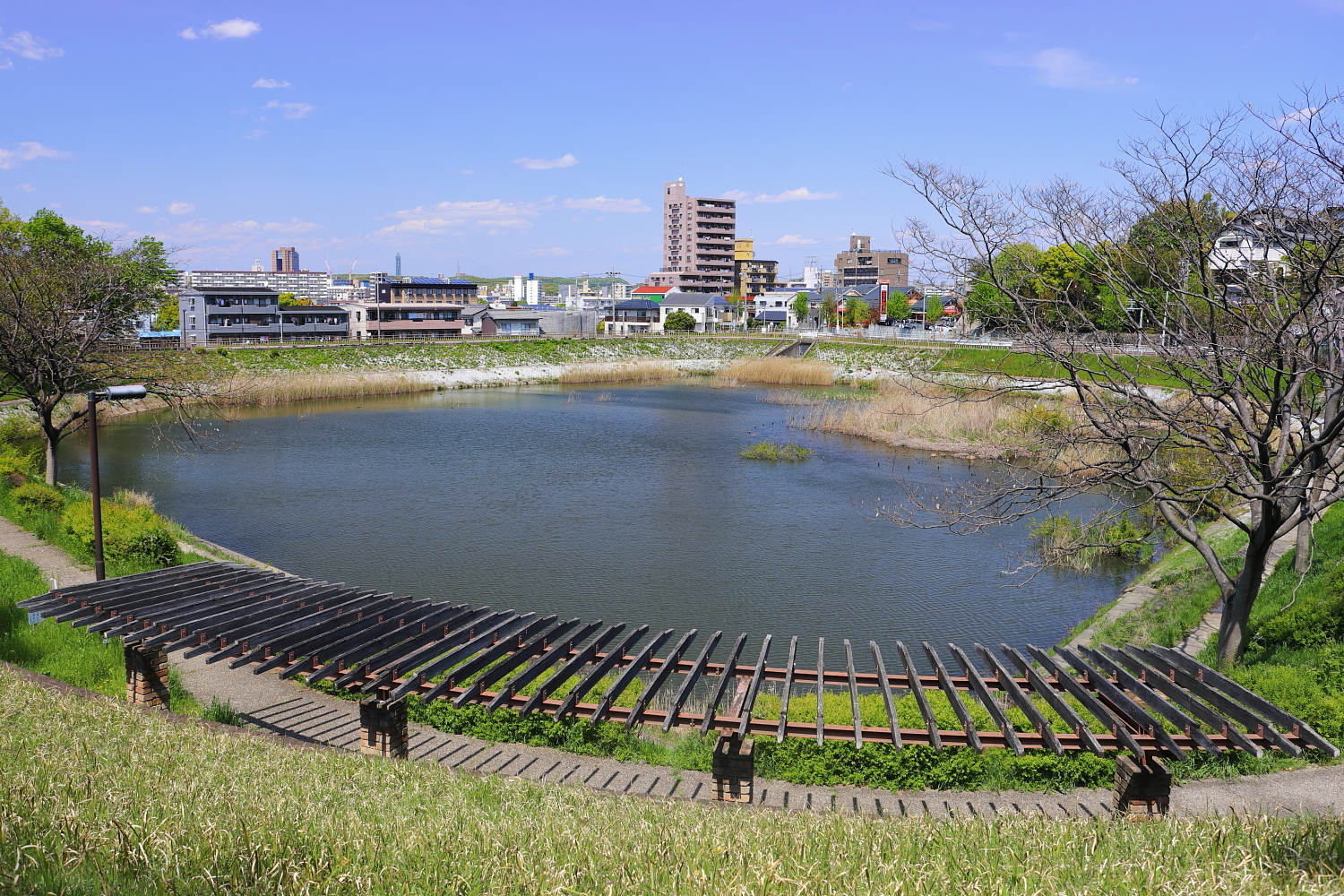
新池 （2021年（令和3年）4月）
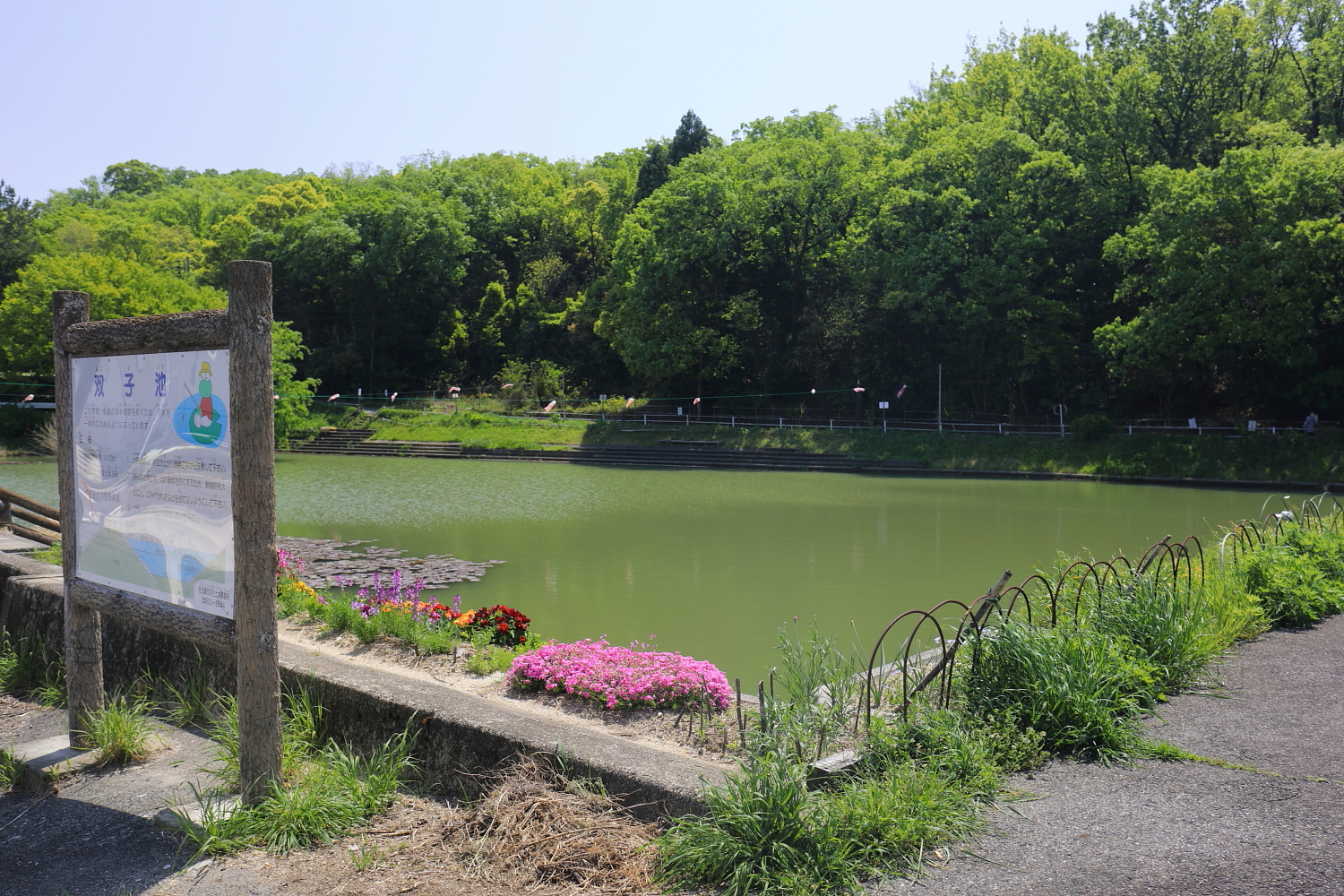
双子池 （2021年（令和3年）4月）
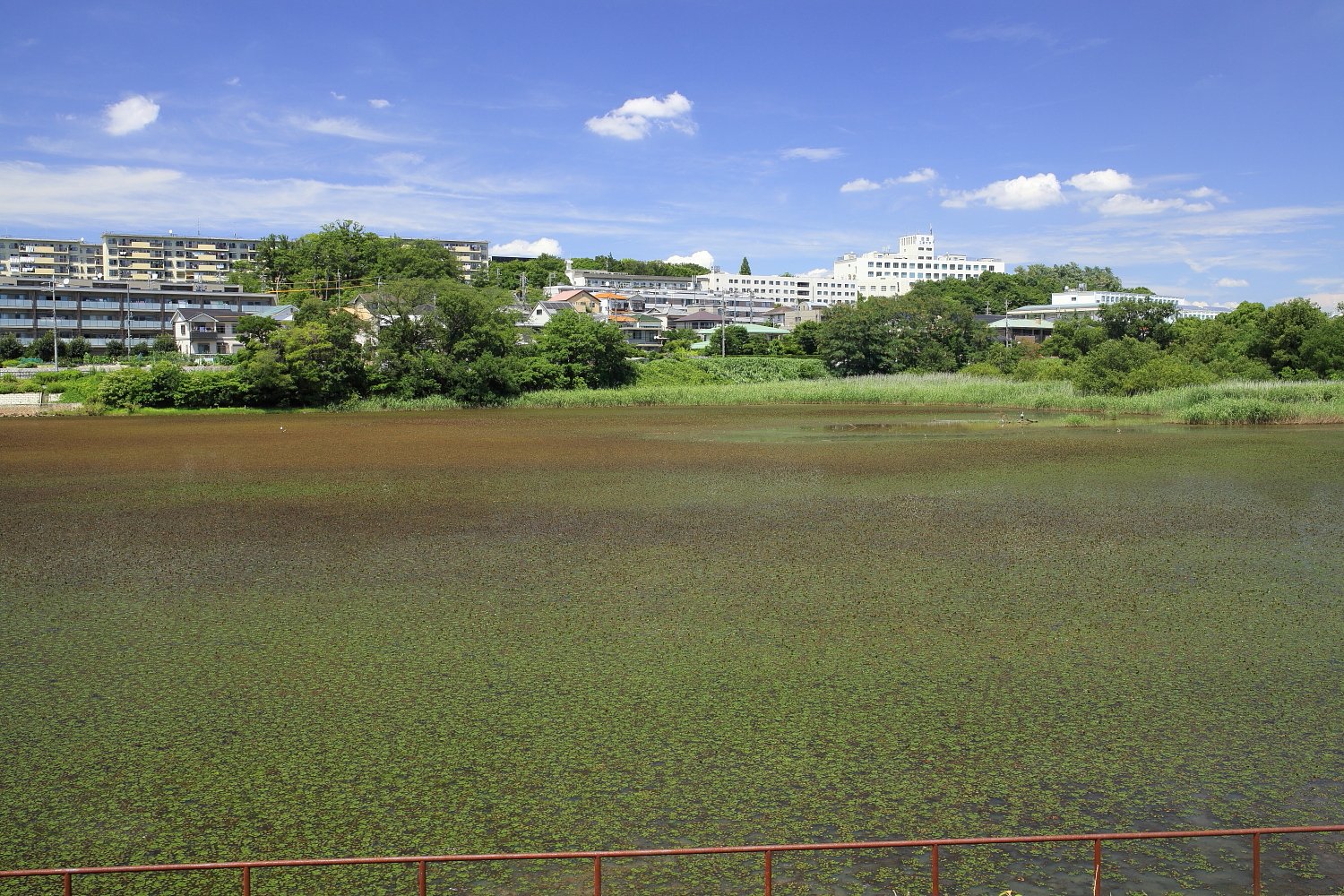
戸笠池 （2015年（平成27年）7月）

### 人口
| 天白区の人口の推移 \| 2000年（平成12年） \| 153,272人 \| \| \| 2005年（平成17年） \| 157,993人 \| \| \| 2010年（平成22年） \| 158,788人 \| \| \| 2015年（平成27年） \| 162,850人 \| \| \| 2020年（令和2年） \| 164,915人 \| \| |           |  |
| 総務省統計局 国勢調査より |           |  |
| 2000年（平成12年） | 153,272人 |  |
| 2005年（平成17年） | 157,993人 |  |
| 2010年（平成22年） | 158,788人 |  |
| 2015年（平成27年） | 162,850人 |  |
| 2020年（令和2年） | 164,915人 |  |

### 隣接自治体・行政区
名古屋市の行政区
- 昭和区
- 千種区
- 名東区
- 瑞穂区
- 緑区
- 南区

他の市町村
- 日進市

## 歴史

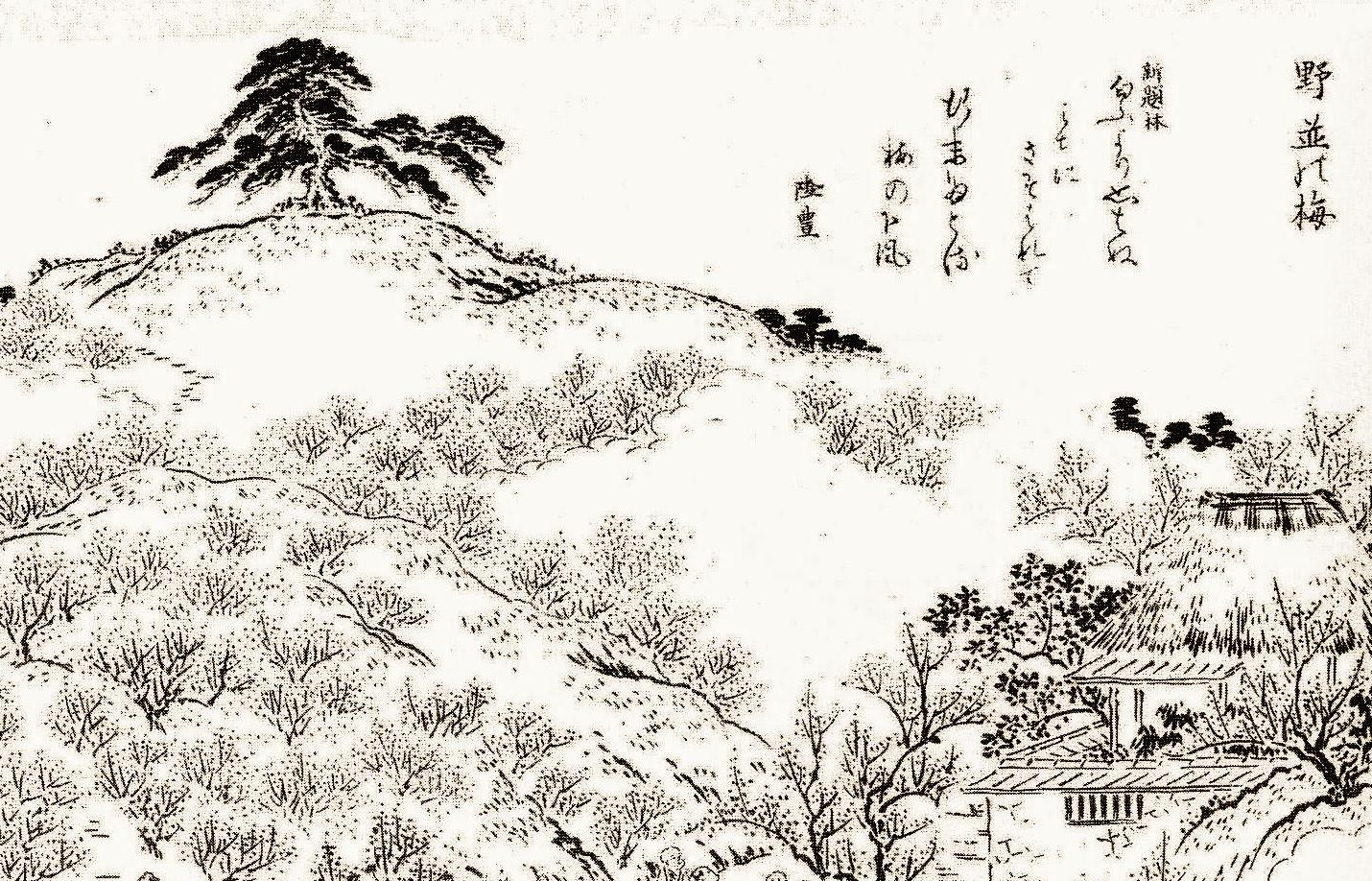
「尾張名所図会野並の梅」

### 中世

#### 室町時代
天白川流域に鳴海荘の一部として水田が広がる。

#### 戦国時代
鳴海荘の横地氏が植田城を天白川沿いに造り、今川氏の側について川ぞいの領主となる。一方丘陵地帯ぞいでは織田信長の妹の婿である牧長義が、島田城を修理し出城に構え、牧虎蔵を城主とし、織田方につき、ため池による新田開発を始めていた。
牧氏は、桶狭間の戦いで丹下砦に配備され功績をあげている。織田信長は桶狭間の合戦以前から、今川方と、現在の名東区・天白区から西三河に至るまでの丘陵地帯の領地紛争にからんだ戦闘をしており、平針の秋葉山慈眼寺で、戦勝祈願をしていた。

### 近世

#### 江戸時代
植田村は伝馬除地（免租地）、野並村は熱田神宮領、平針村は桶狭間の戦いの元今川方浪人の村瀬氏が飯田街道と岡崎姫街道が交差する平針の宿を開き、島田村とともに、尾張藩の領地となった。

### 近代

#### 明治時代
- 1889年（明治22年）野並村と島田村が合併し、島野村になる。
- 1906年（明治39年）植田村、島野村、平針村、弥富村（一部）[2]と4つの村が合併し、天白村になる。

### 現代

#### 昭和時代
- 1955年（昭和30年）天白村が名古屋市に編入合併されて、昭和区天白町になる。
- 1975年（昭和50年）昭和区天白町が分区し、天白区になる。一部(梅森坂学区)は名東区になる。

#### 平成時代
- 2000年（平成12年）9月11日 - 東海豪雨により野並地区で大きな被害が出る。

## 出先機関・施設

### 国家機関

#### 厚生労働省
- 愛知労働局名古屋東労働基準監督署

### 施設

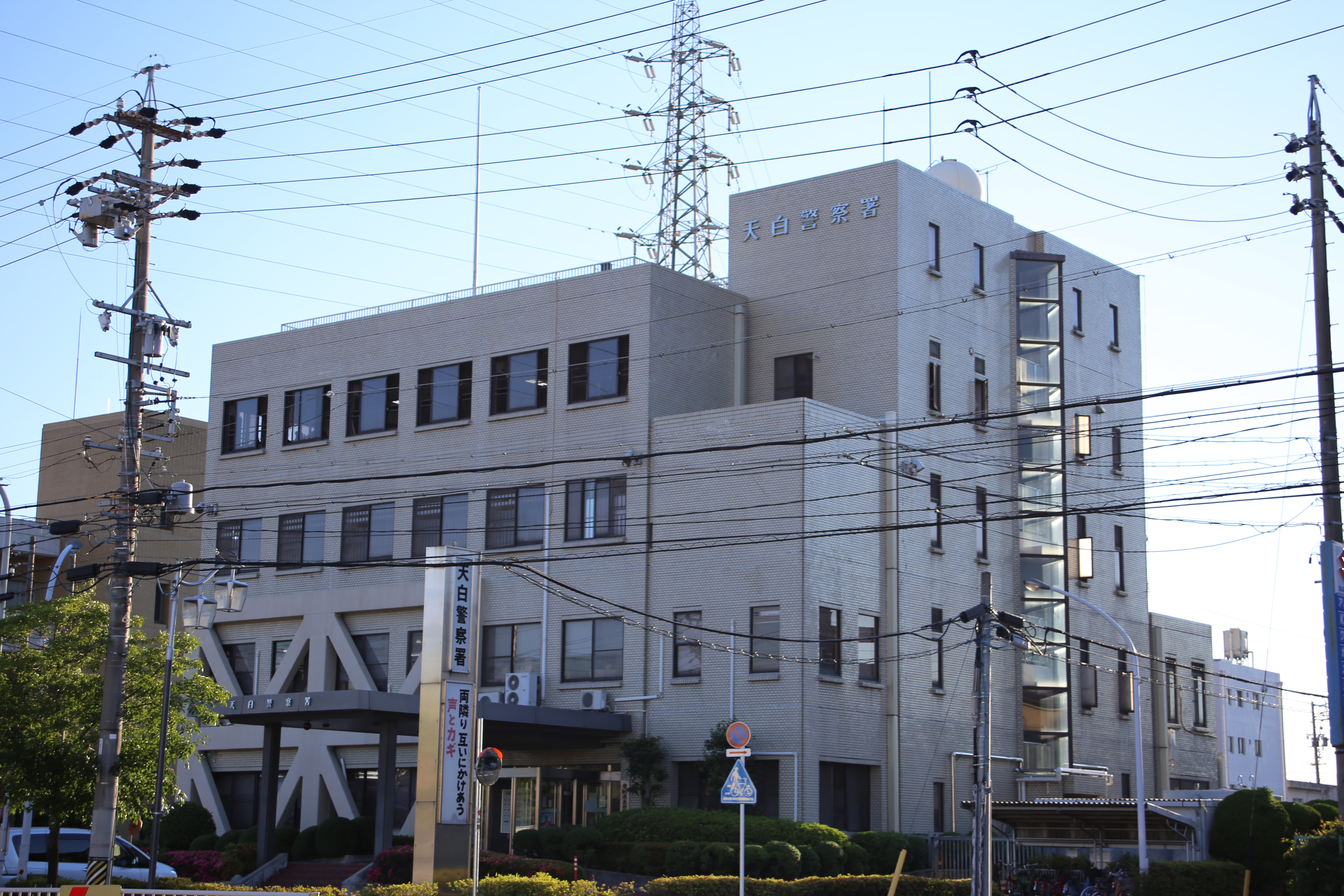
愛知県天白警察署

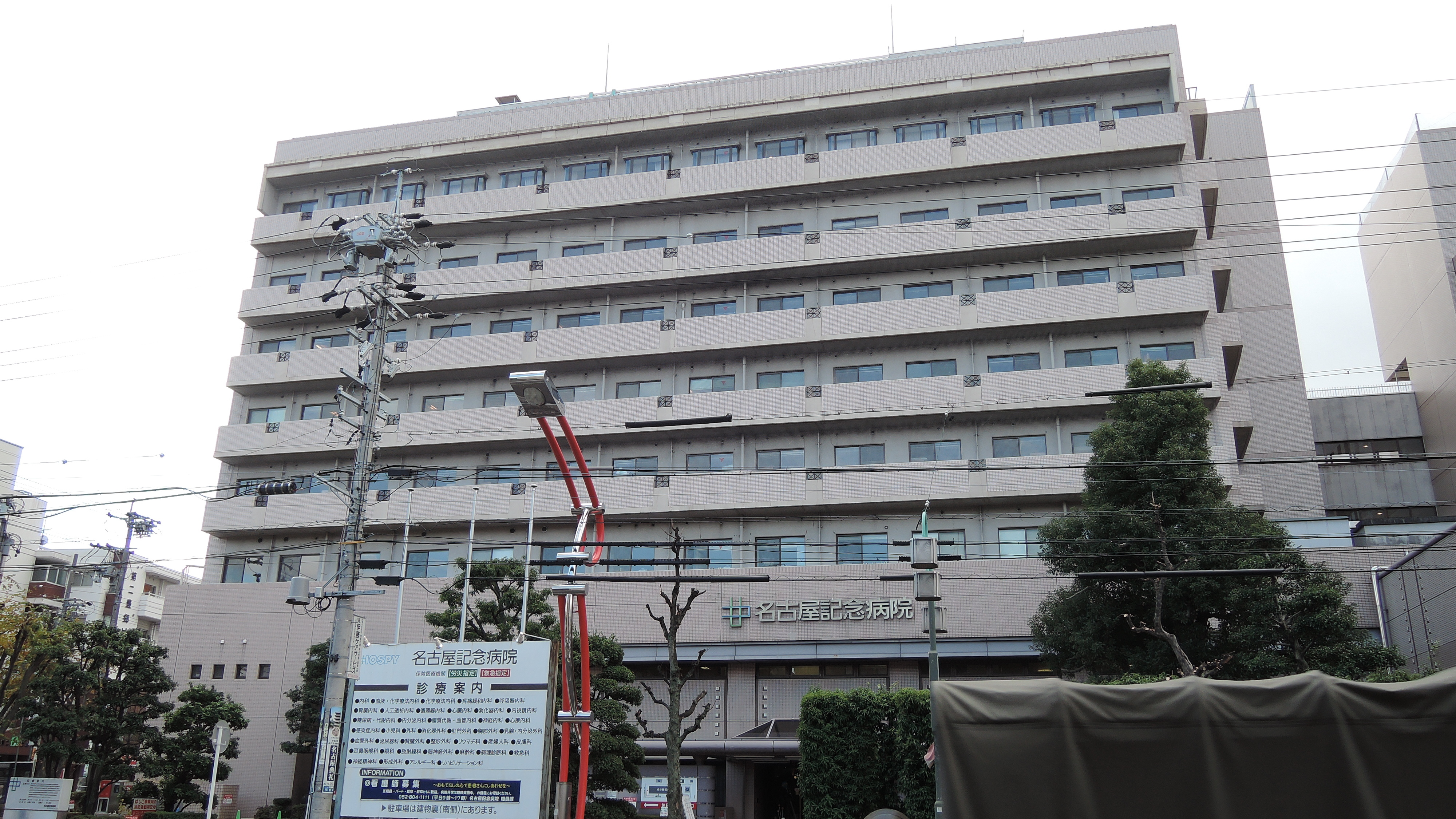
名古屋記念病院

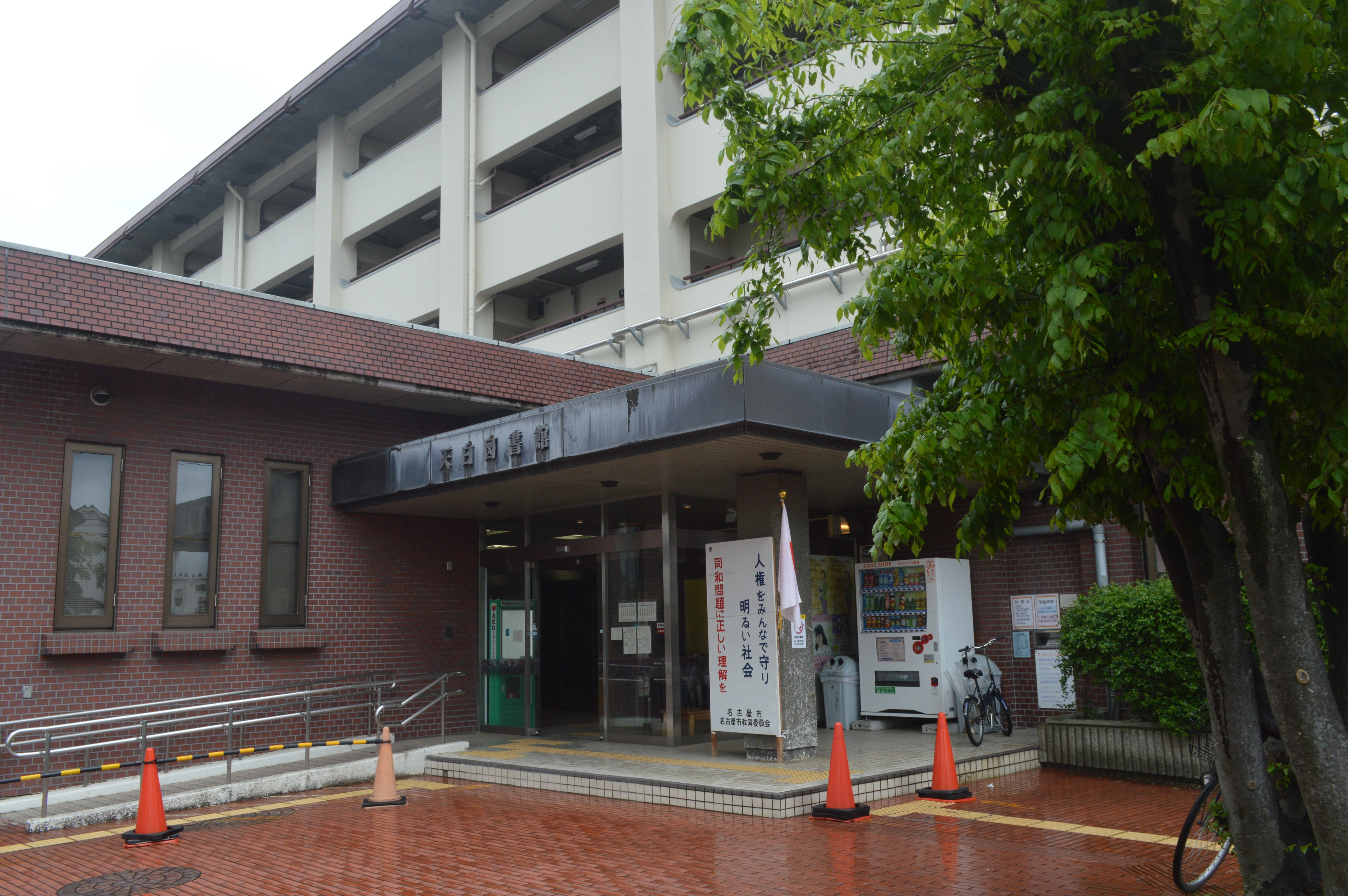
名古屋市天白図書館

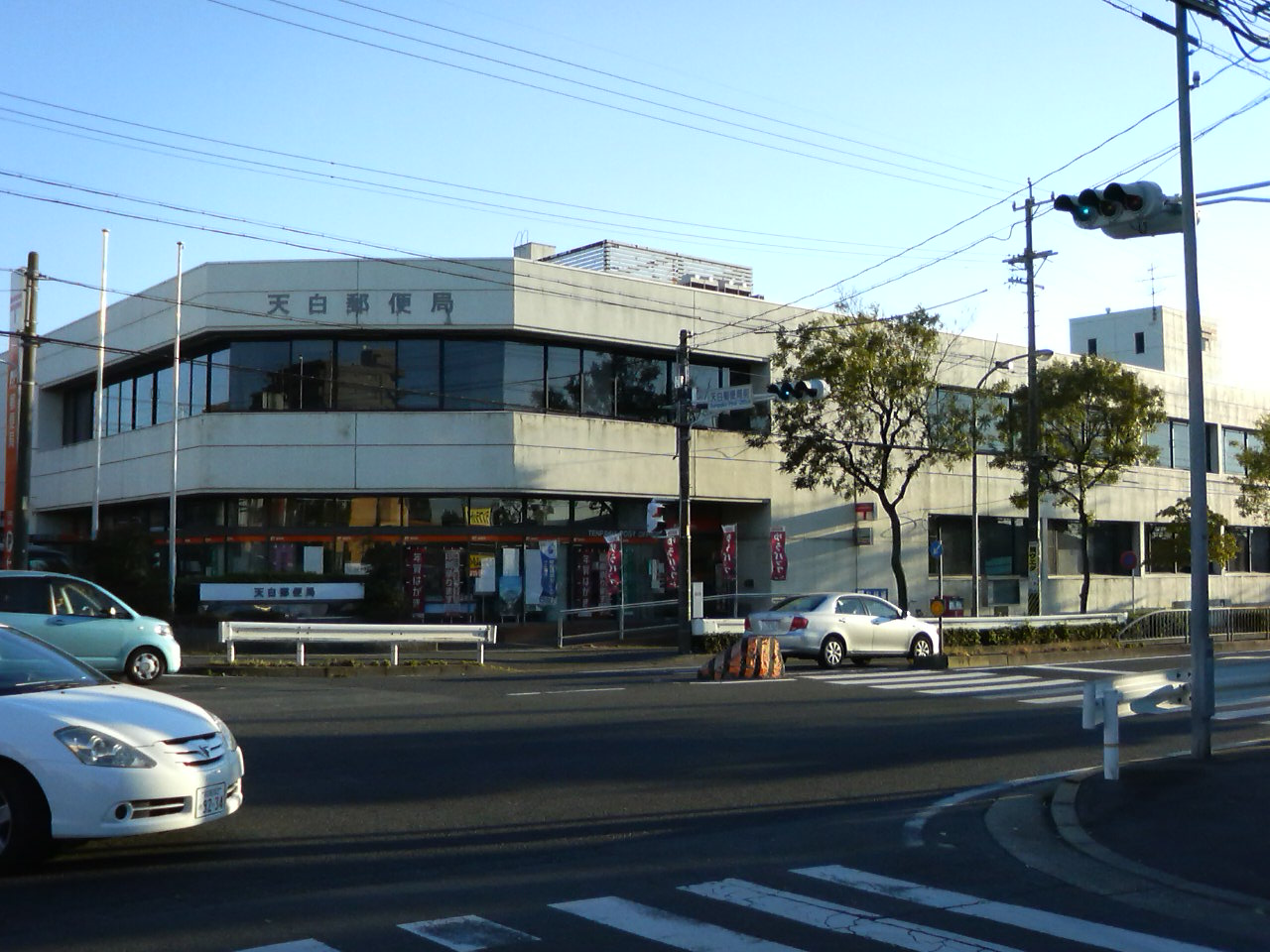
天白郵便局

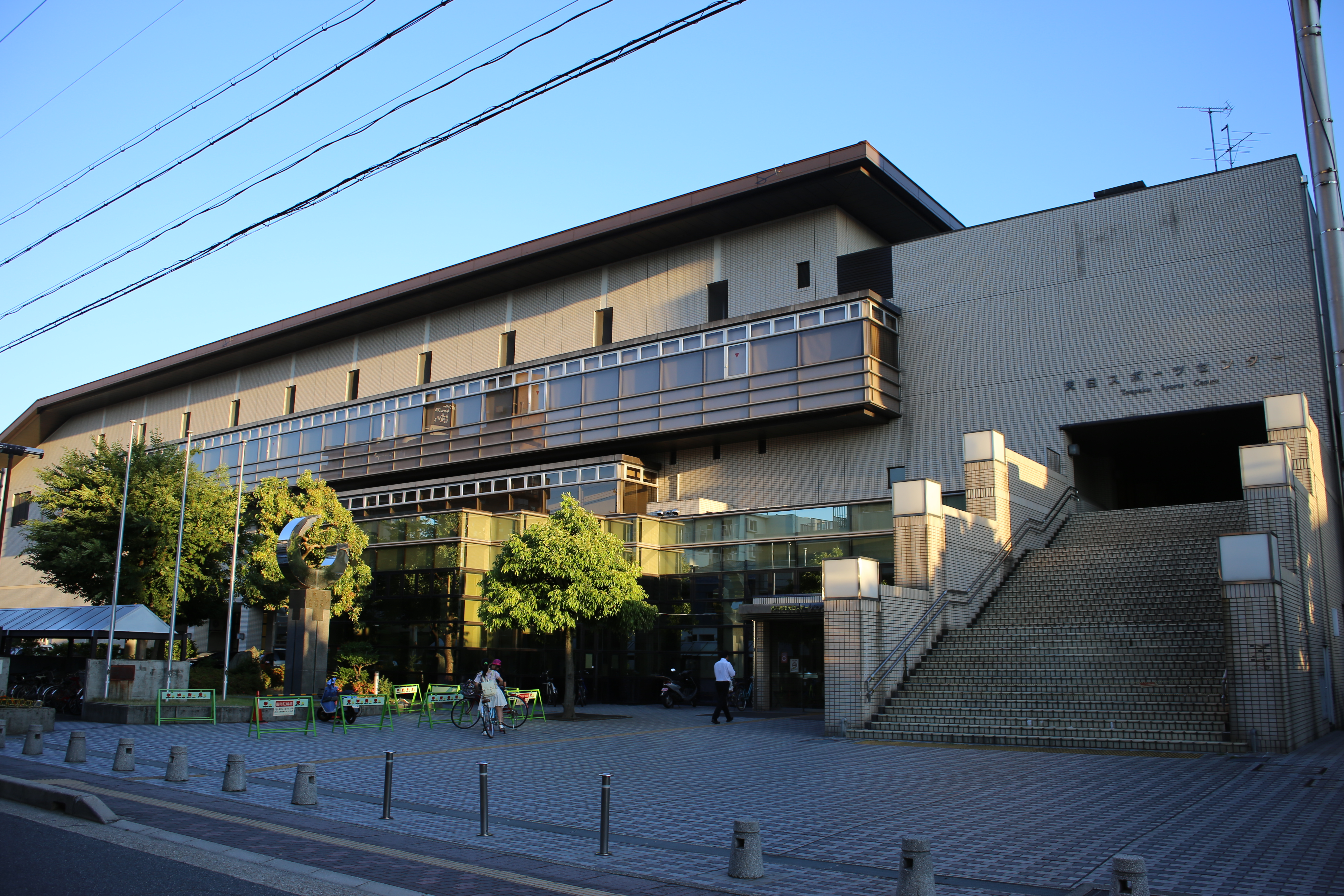
天白スポーツセンター

#### 警察
警察署
- 愛知県天白警察署

交番
- 植田交番（植田本町二丁目）
- 植田南交番（植田三丁目）
- 原交番（原四丁目）
- 平針交番（平針三丁目）
- 平針南交番（平針南一丁目）
- 島田交番（高宮町）
- 野並交番（野並二丁目）
- 音聞山交番（音聞山）

#### 消防
消防署
- 名古屋市天白消防署

出張所
- 植田出張所（天白区焼山1-807）
- 島田出張所（天白区島田3-301）

#### 医療・福祉
主な病院
- 名古屋記念病院

#### 郵便局
主な郵便局
- 天白郵便局

#### 図書館
主な図書館
- 名古屋市天白図書館
- 名城大学附属図書館
- 東海学園大学附属図書館

#### 文化施設
- 荒木集成館
- 正村パチンコ博物館
- 名古屋市天白生涯学習センター
- 名古屋市天白文化小劇場

#### 運動施設
- 天白スポーツセンター
- 名古屋市東山公園テニスセンター

## 対外関係

### 姉妹都市・提携都市
政令指定都市の行政区では珍しく、長野県中川村と「ふれあい協定」を結んでおり、友好都市を持っている。

#### 国内
友好都市
- 中川村（長野県上伊那郡）
1988年（昭和63年）11月19日 ふれあい協定締結。

## 経済

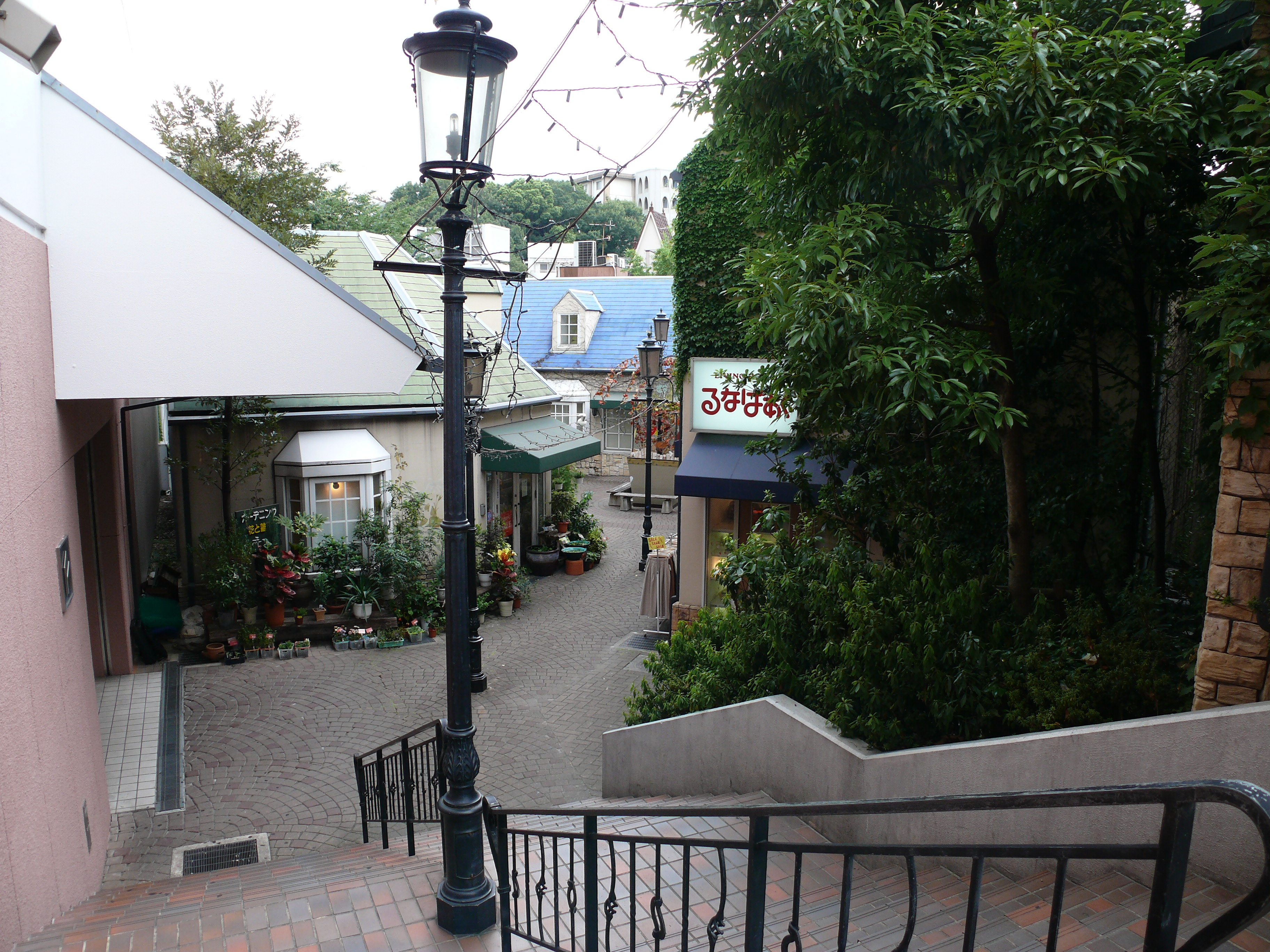
八事ロマンロード専門店街

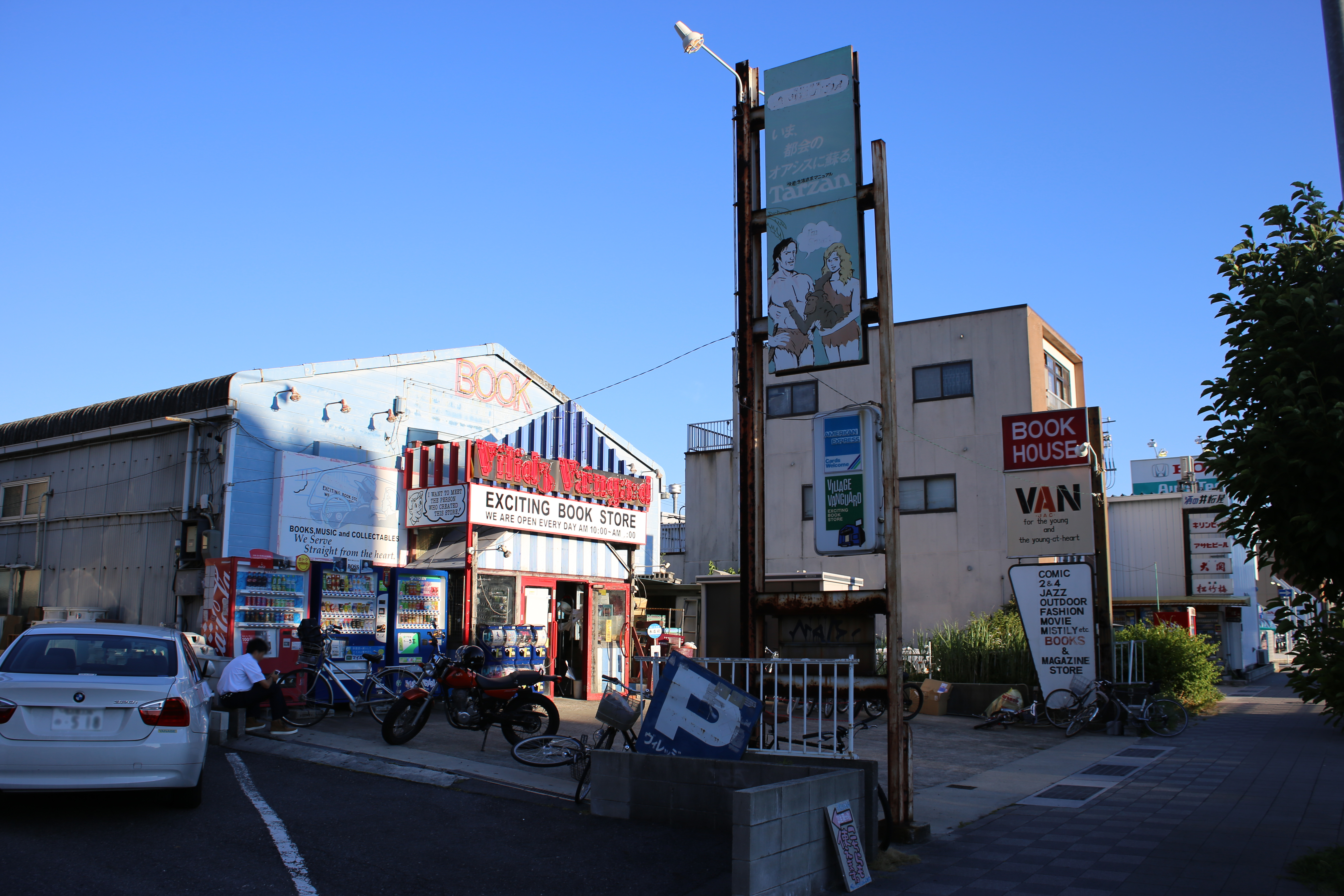
ヴィレッジヴァンガード本店

### 第三次産業
天白区内の野並、瑞穂区・昭和区・天白区に跨る八事と言った商業地がある。

#### 商業
主な繁華街
- 植田
- 野並
- 原
- 八事

主な商業施設
- アオキスーパー植田店
- スーパーオートバックス植田店
- タイヤ館島田店
- トップワン平針店
- ピアゴ植田店、平針店
- フィール植田店、焼山店
- マックスバリュ平針店、土原店
- 八事フランテ

### 区内に本社・本店を置く企業
- あさくま
- めいらくグループ
- 京楽産業（登記上の本店は中区）
- ヴィレッジヴァンガード本店

## 交通

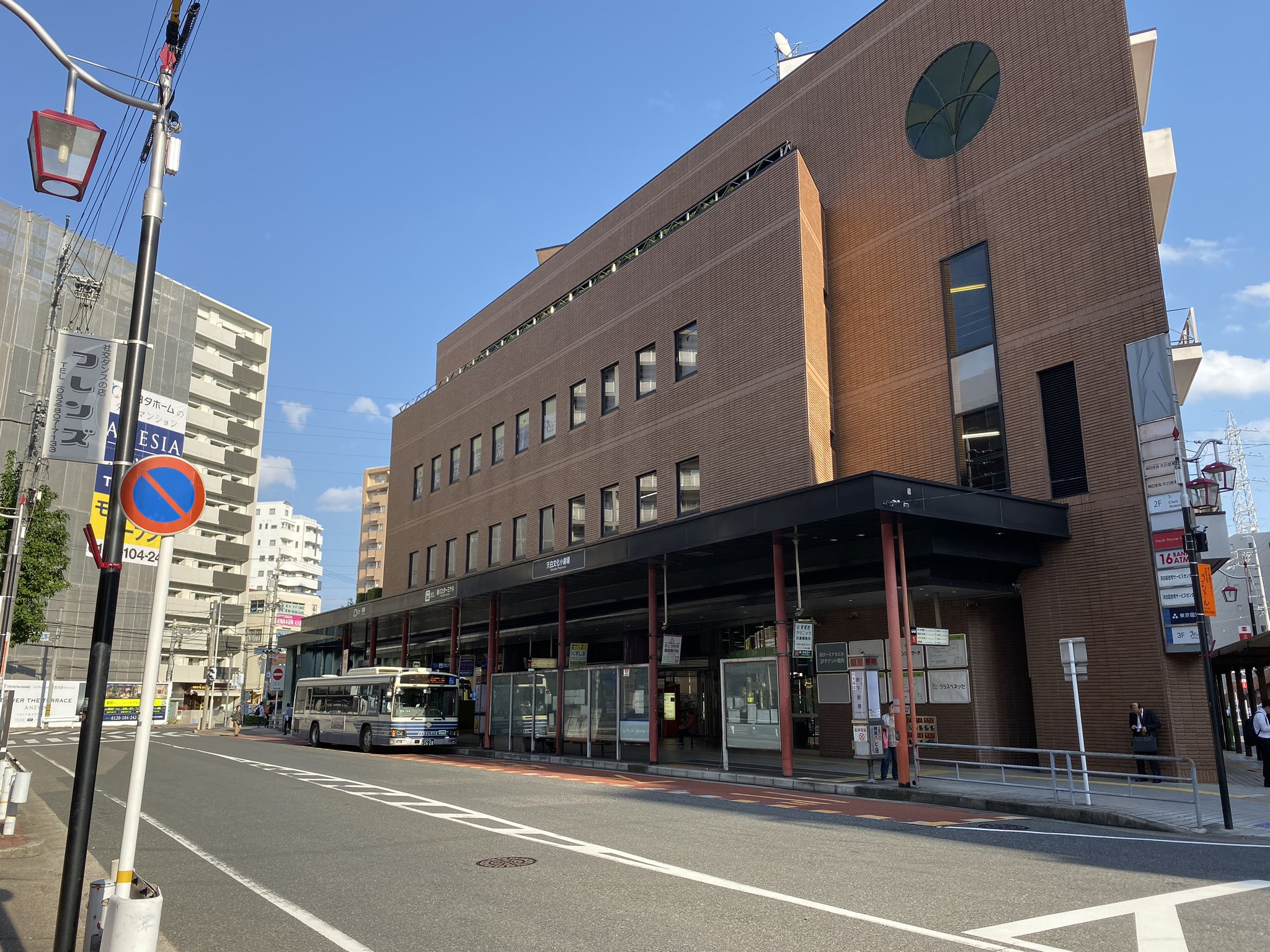
原駅ターミナルビル

### 鉄道
区役所の最寄駅：塩釜口駅
名古屋市交通局（名古屋市営地下鉄）
■ 鶴舞線：塩釜口駅 - 植田駅 - 原駅 - 平針駅
■ 桜通線：野並駅 - 鳴子北駅
- - このほか、名城線が区内を通過しているが駅はない。

### バス

#### 路線バス
- 名古屋市営バス

#### バスターミナル
- 植田バスターミナル
- 鳴子北バスターミナル
- 原バスターミナル
- 平針バスターミナル

### 道路

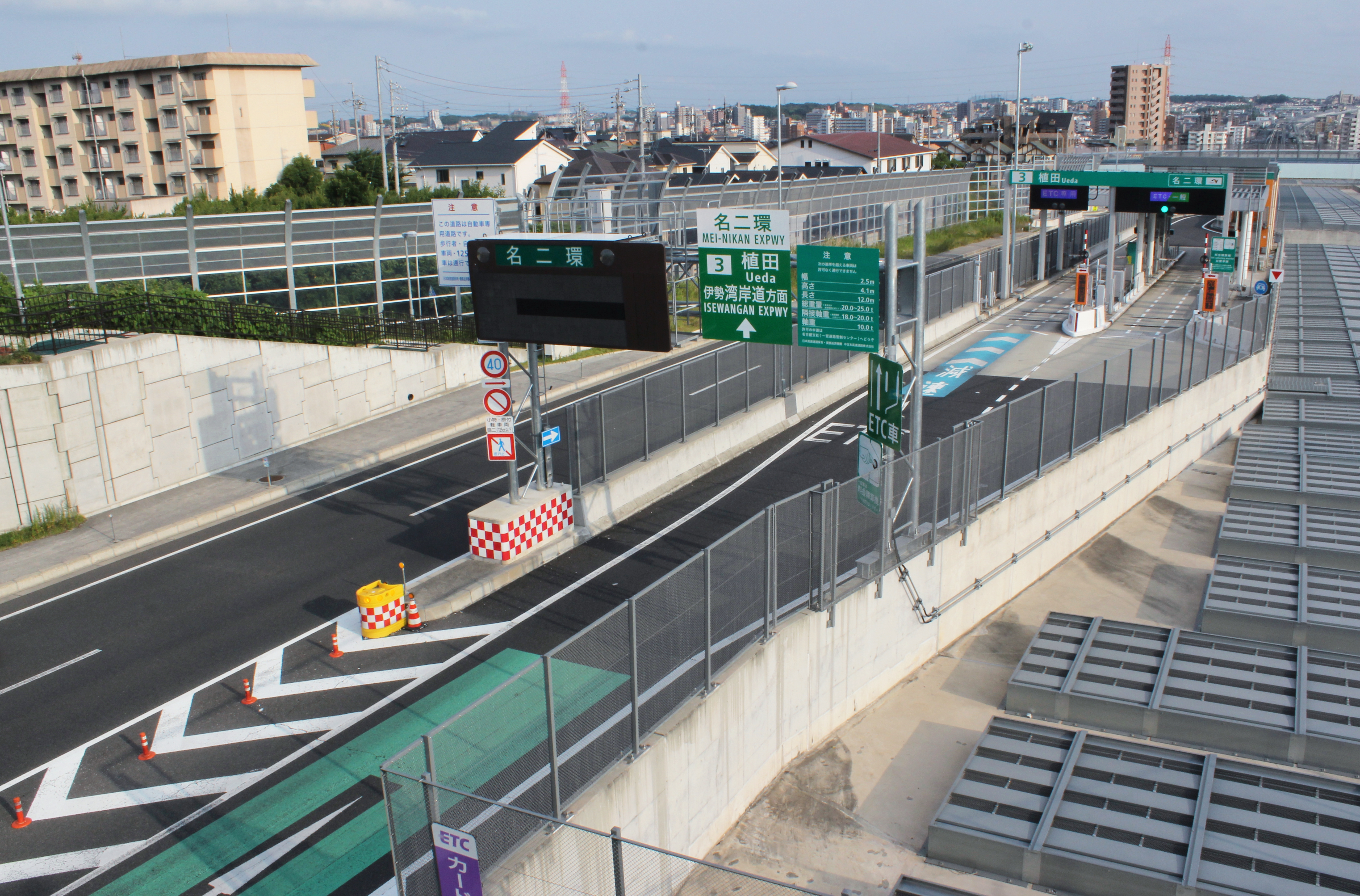
植田IC

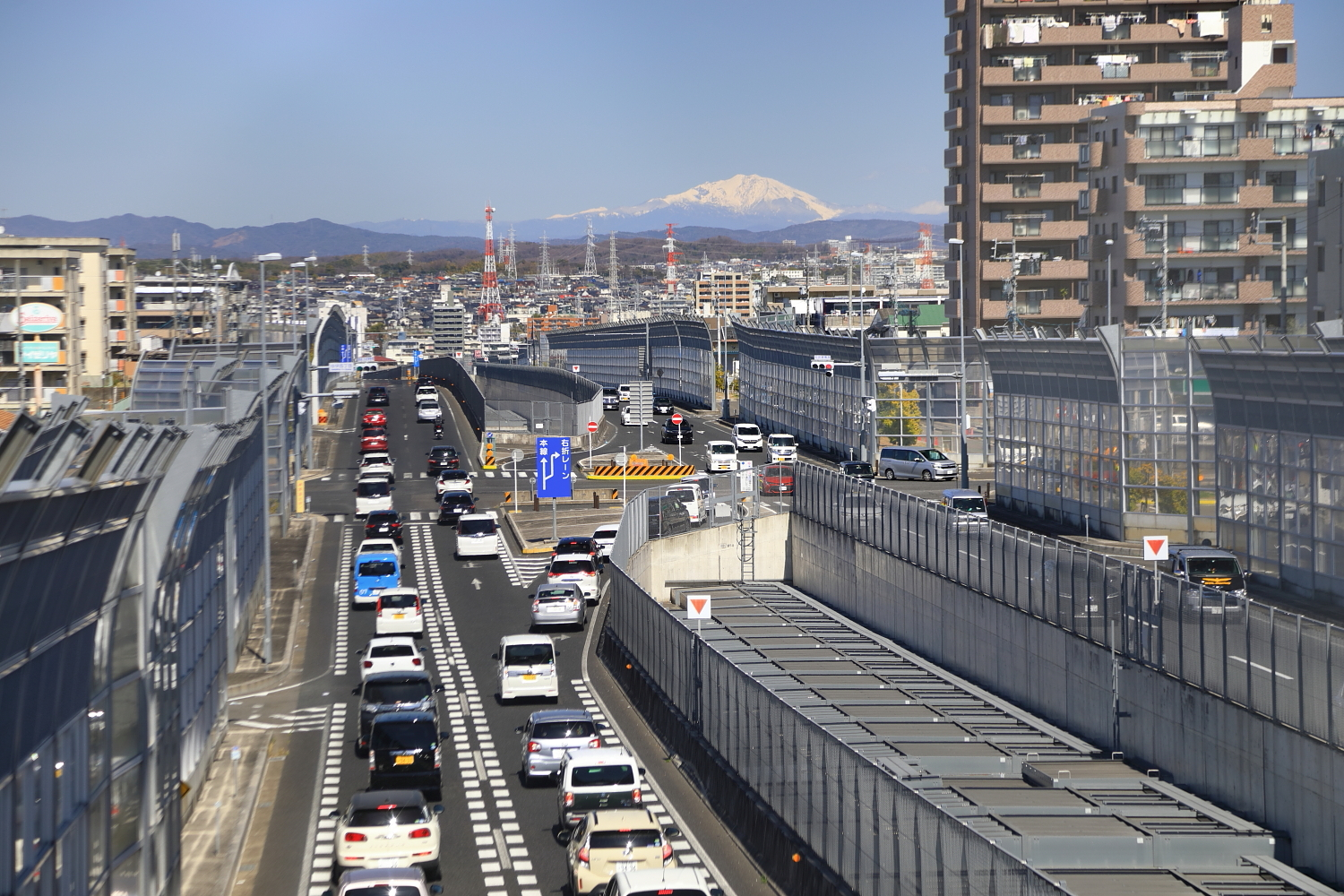
国道302号（中平四丁目交差点付近）

#### 高速道路
自動車専用道路
- 名古屋第二環状自動車道：（名古屋市緑区）-（3）植田IC -（名古屋市名東区）
  - 出入口はないが区北部に名古屋高速2号東山線が通っている。最寄りは高針出入口（名東区）。

#### 国道
一般国道
- 国道302号（名古屋環状2号線）
- 国道153号（飯田街道・豊田西バイパス）

#### 県道
主要地方道
- 愛知県道56号名古屋岡崎線（飯田街道）
- 愛知県道58号名古屋豊田線（飯田街道）
- 愛知県道59号名古屋中環状線

一般県道
- 愛知県道220号阿野名古屋線
- 愛知県道221号岩崎名古屋線

#### 市道
主要地方道
- 名古屋市道東海橋線（東海通）

#### 幹線道路の道路通称名
＜南北の道路＞
- 環状2号
- 飯田街道

＜東西の道路＞
- 東海通

## 教育

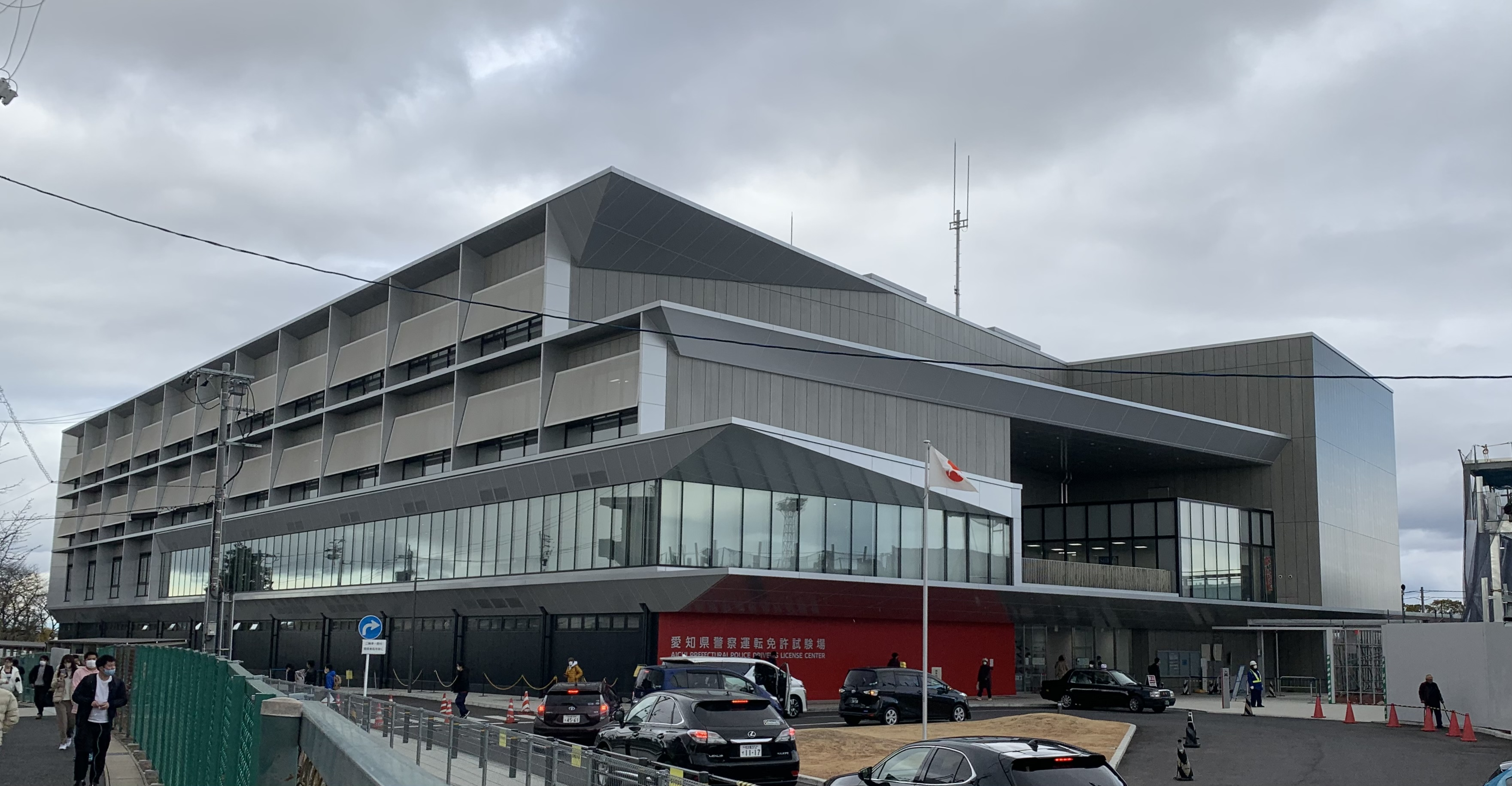
平針運転免許試験場

### 大学
私立
- 東海学園大学 名古屋キャンパス
- 豊田工業大学
- 名城大学天白キャンパス - 敷地内に存在するタワー75は高さ75メートルで、天白区内で最も高い建築物である。

名城大学 天白キャンパス
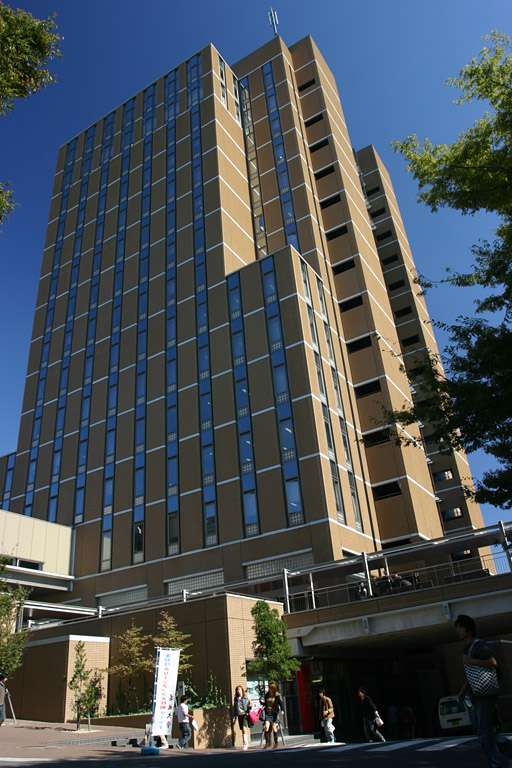
タワー75
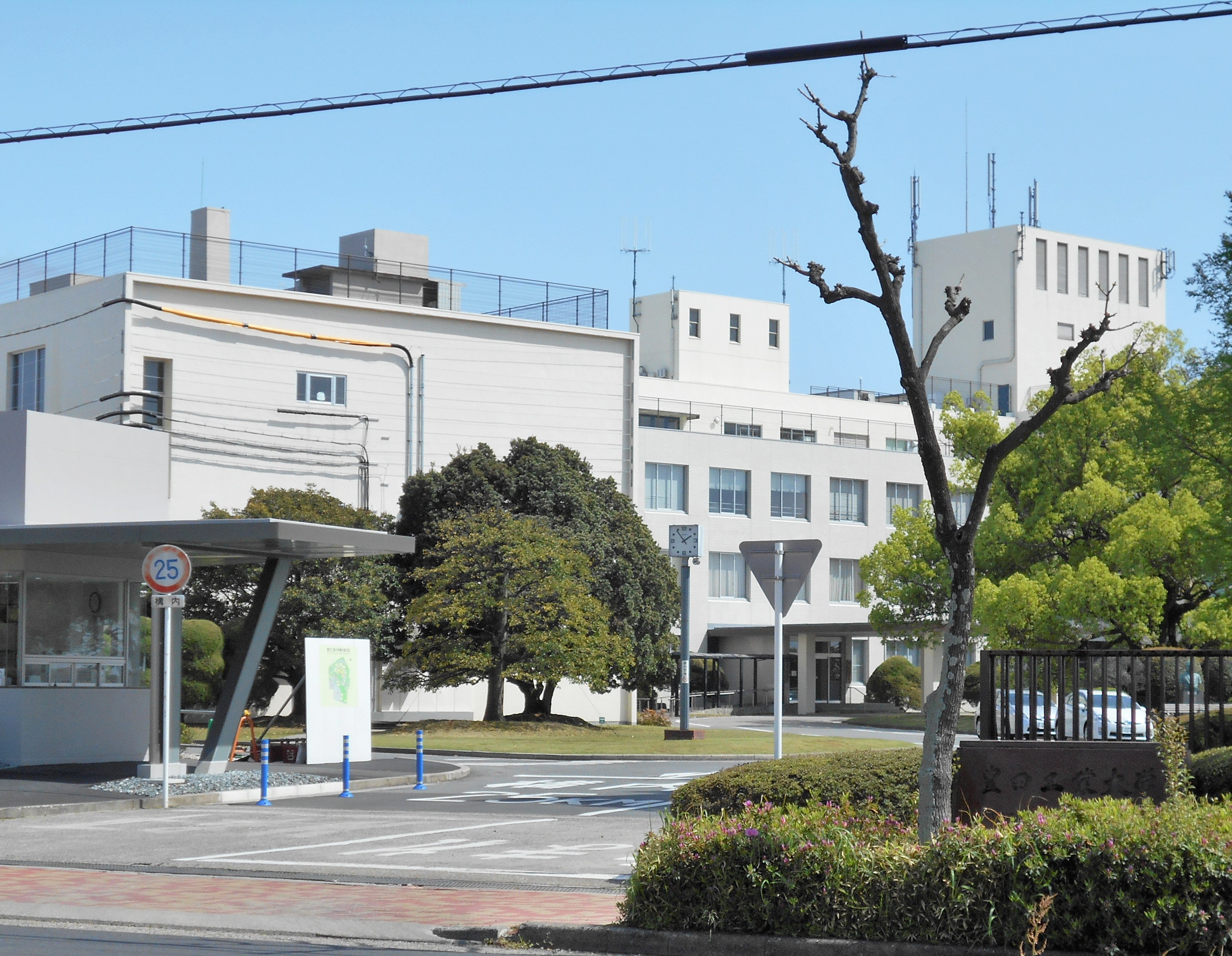
豊田工業大学
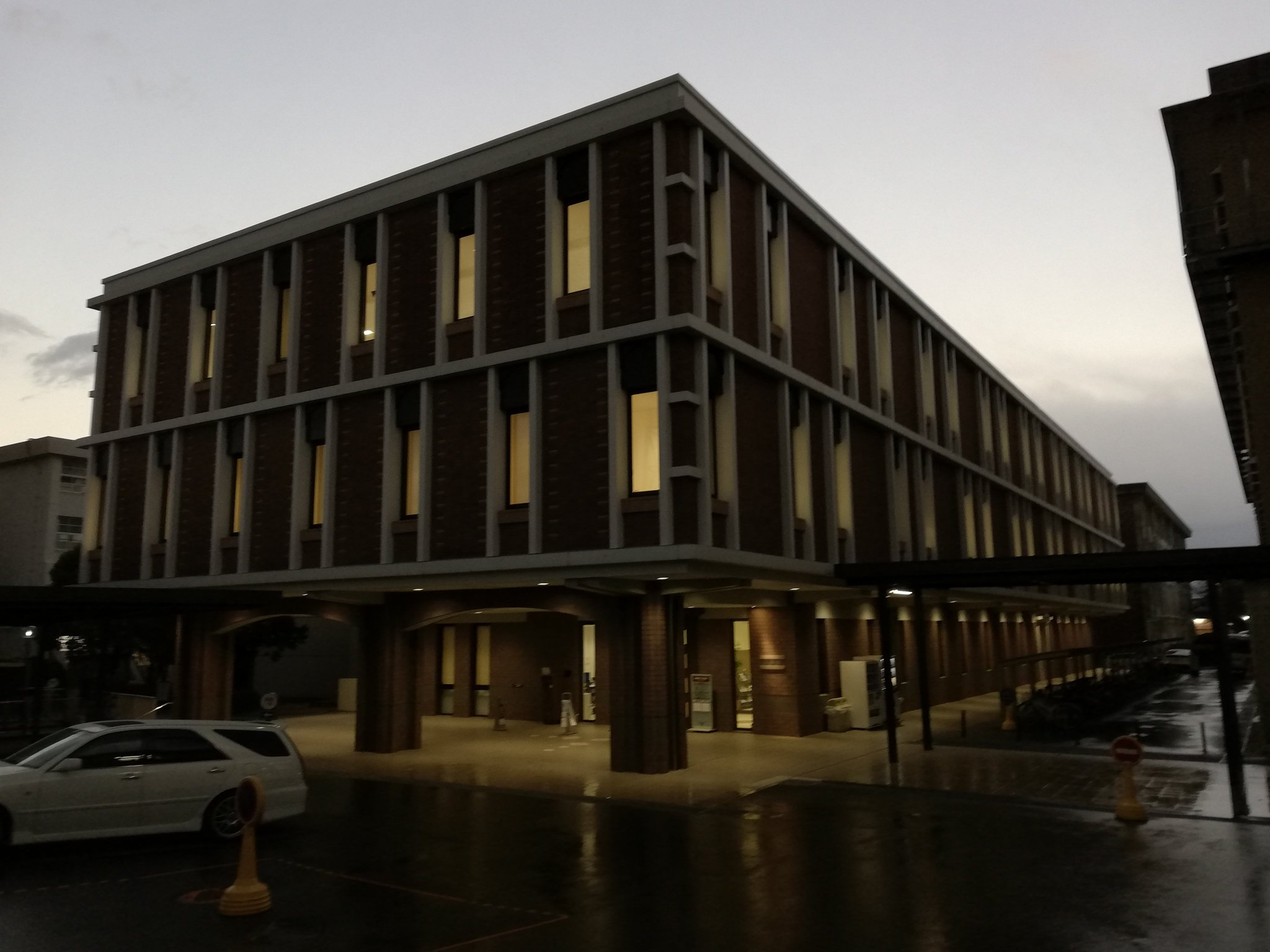
東海学園大学 名古屋キャンパス

### 専修学校
- 八事看護専門学校

### 高等学校
県立
- 愛知県立天白高等学校

市立
- 名古屋市立若宮商業高等学校

私立
- 東海学園 東海学園高等学校

### 中学校
市立
- 名古屋市立御幸山中学校
- 名古屋市立天白中学校
- 名古屋市立南天白中学校
- 名古屋市立植田中学校
- 名古屋市立原中学校
- 名古屋市立平針中学校
- 名古屋市立久方中学校

### 小学校
市立
- 名古屋市立表山小学校
- 名古屋市立八事東小学校
- 名古屋市立大坪小学校
- 名古屋市立天白小学校
- 名古屋市立野並小学校
- 名古屋市立相生小学校
- 名古屋市立山根小学校
- 名古屋市立植田小学校
- 名古屋市立植田北小学校
- 名古屋市立植田南小学校
- 名古屋市立植田東小学校
- 名古屋市立原小学校
- 名古屋市立平針小学校
- 名古屋市立平針北小学校
- 名古屋市立平針南小学校
- 名古屋市立しまだ小学校
- 名古屋市立高坂小学校

### 特別支援学校
市立
- 名古屋市立天白特別支援学校
- 名古屋市立若宮高等特別支援学校

### その他
自動車学校
- 愛知県運転免許試験場（平針）
- 名古屋自動車学校 天白校

## 観光

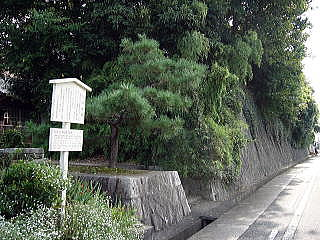
島田城

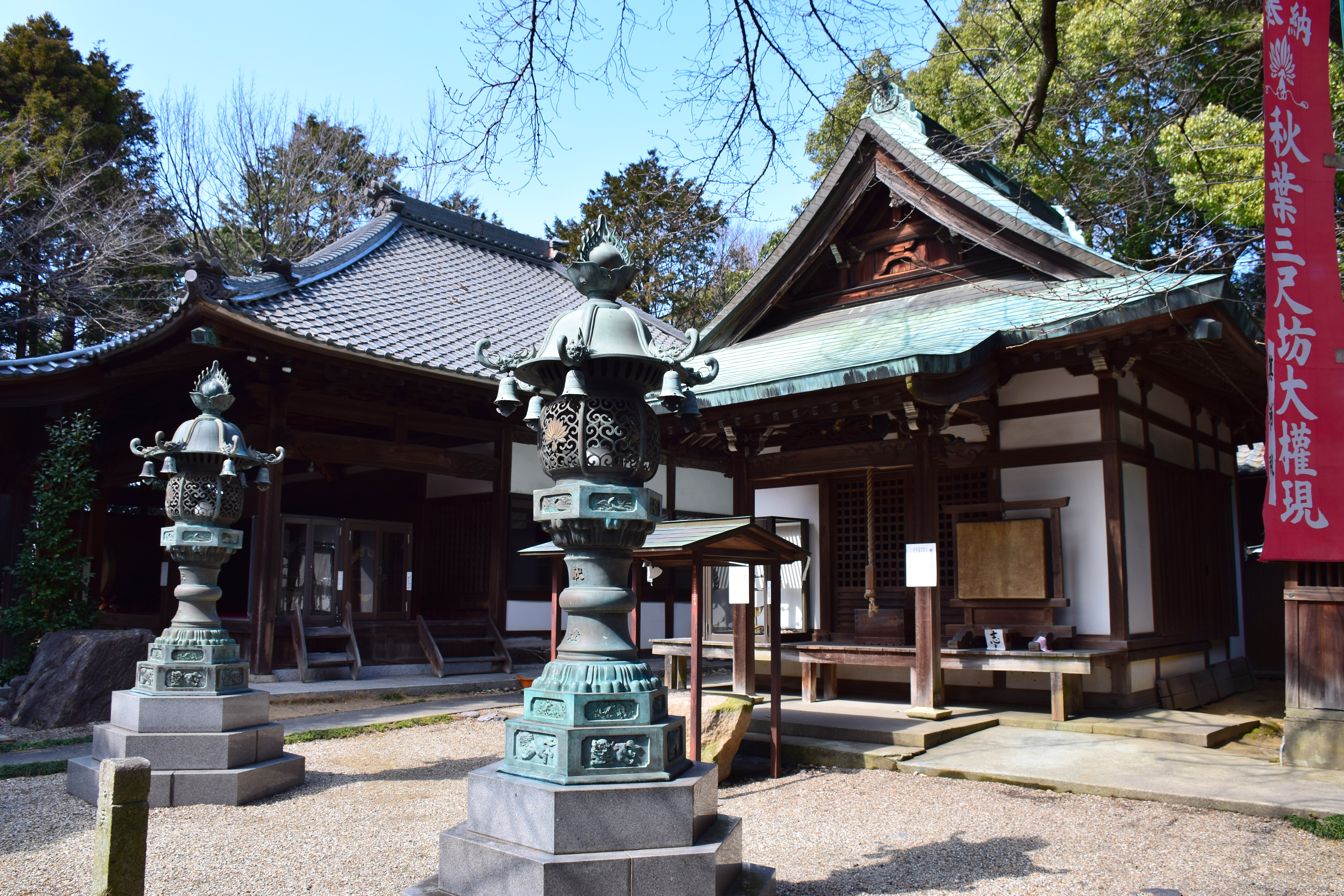
慈眼寺

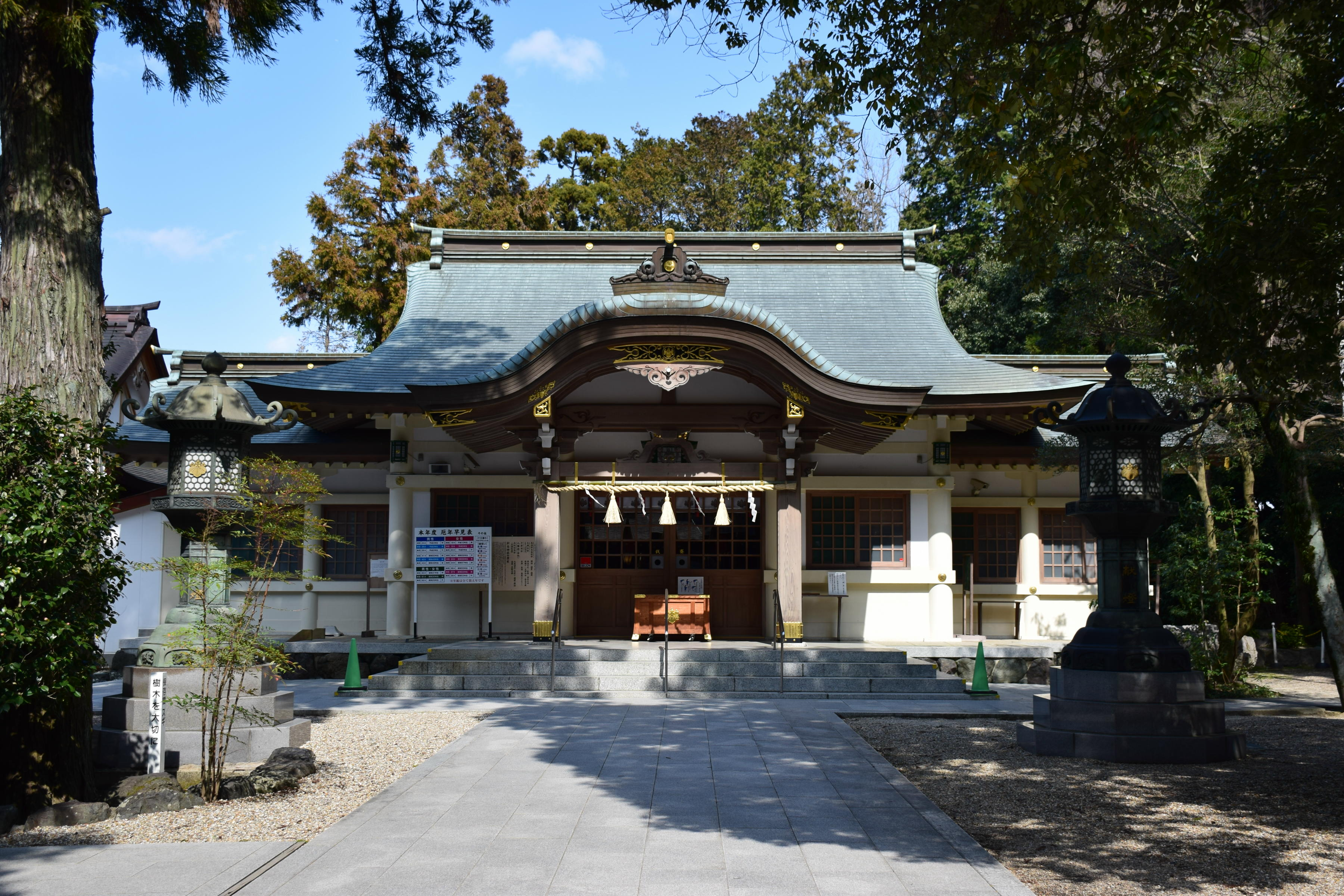
針名神社

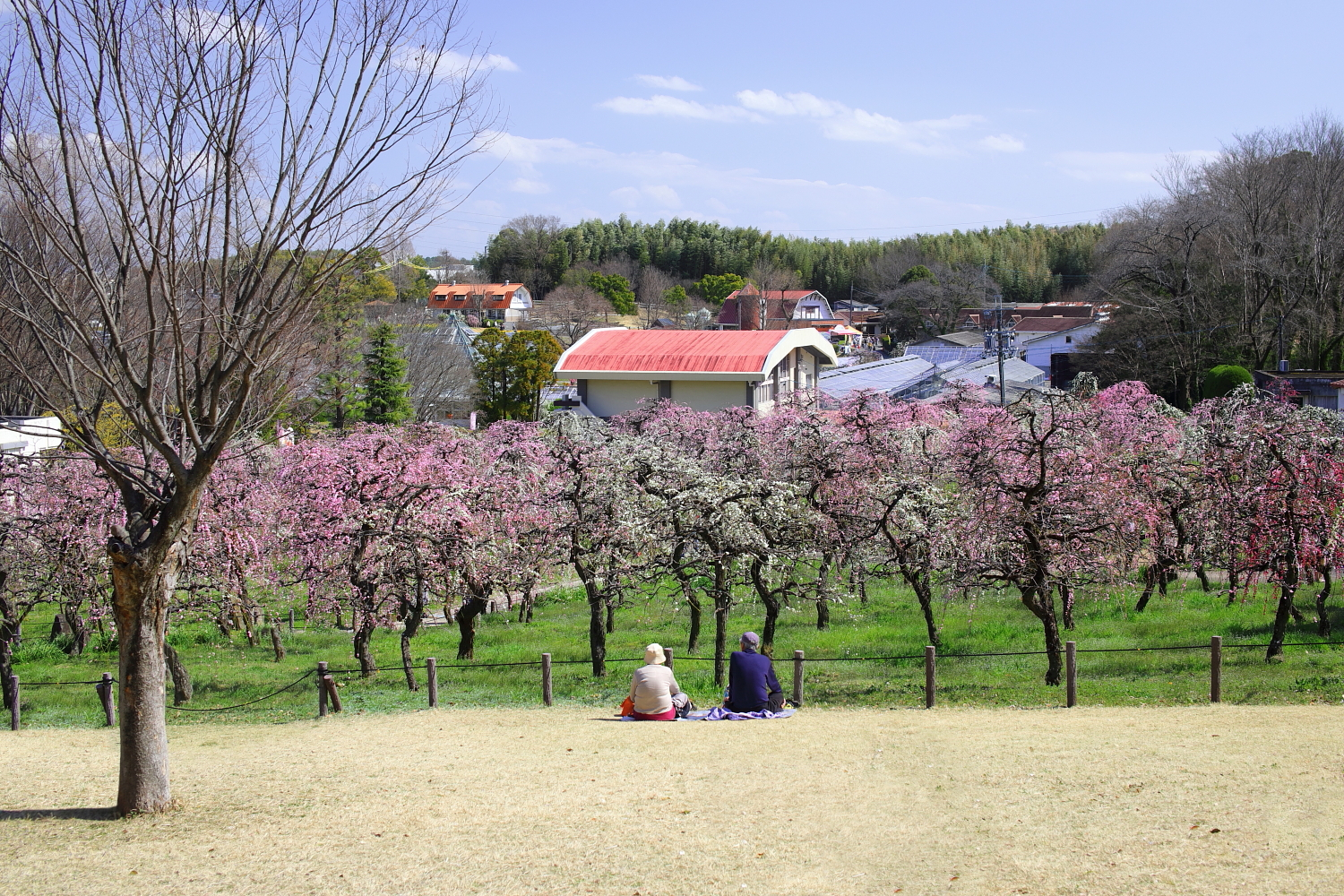
名古屋市農業センター

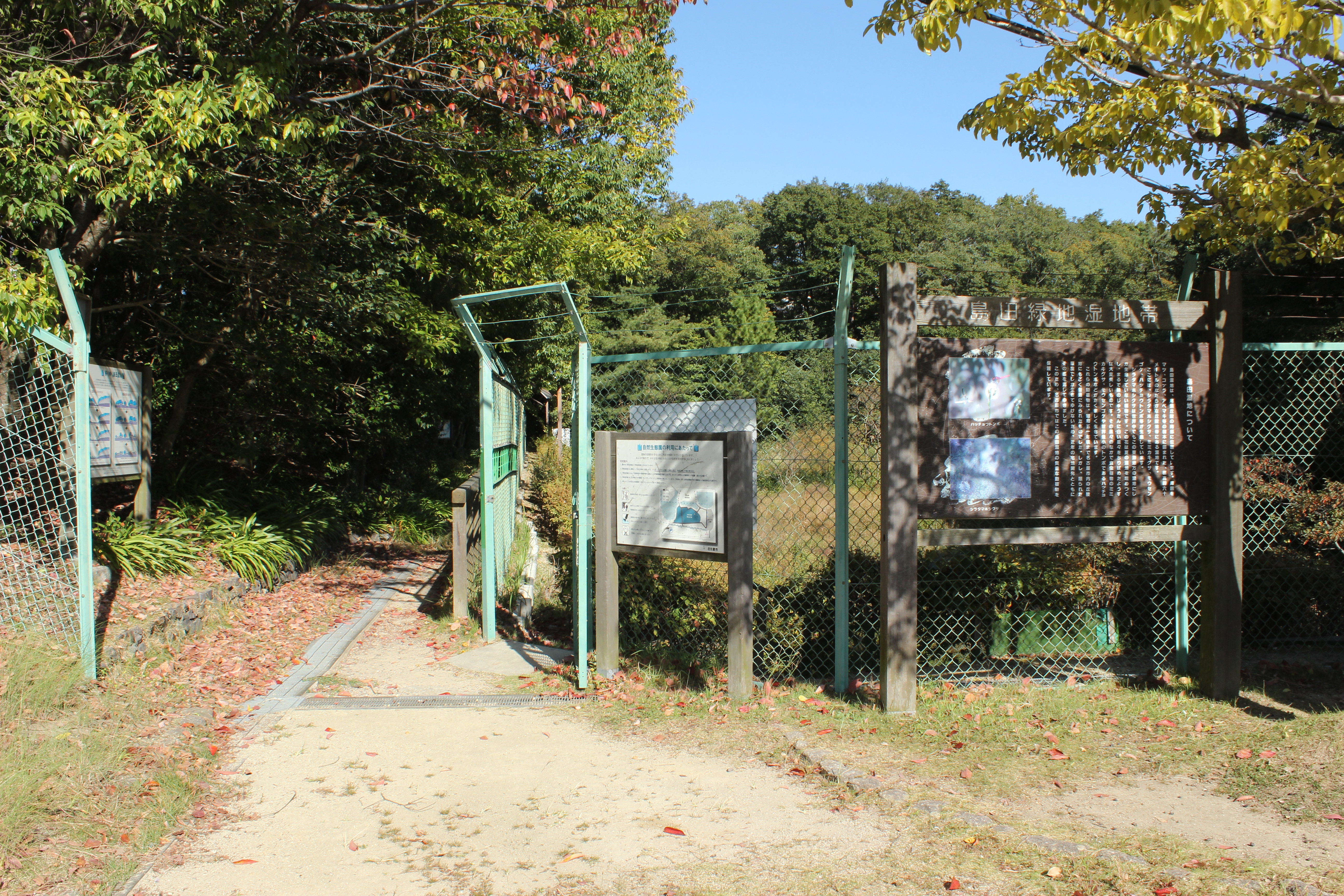
島田緑地自然生態園

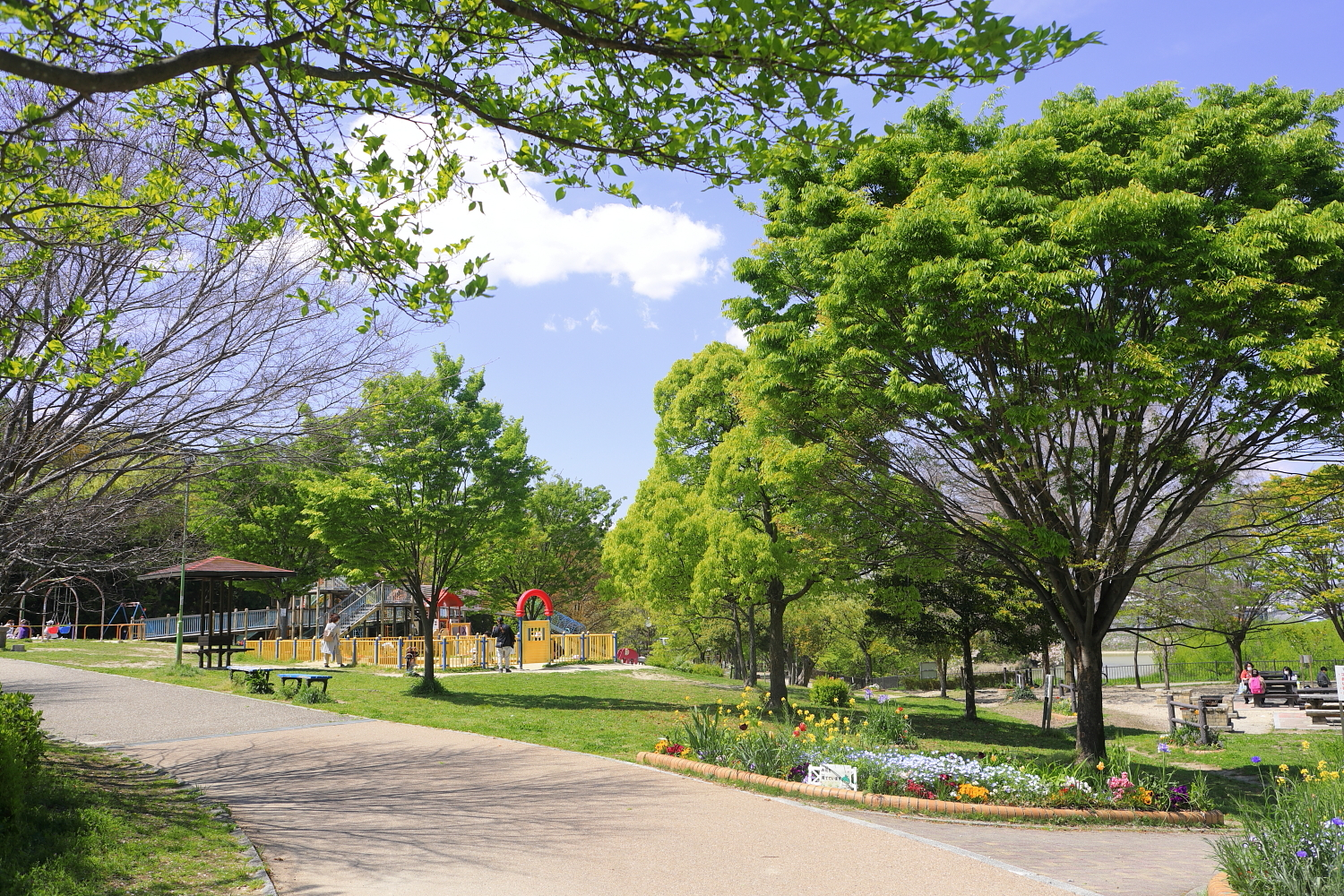
天白公園

### 名所・旧跡
主な城郭
- 島田城
- 植田城
- 平針城

主な神社
- 秋葉神社
- 植田八幡社
- 済社宮
- 塩竈神社
- 島田神社
- 菅田神社
- 中山神社
- 野並八劔社
- 針名神社 - 1000年以上の歴史がある。
- 御嶽神社
- 八事神社

主な寺院
- 秀伝寺
- 慈眼寺
- 泰増寺
- 栄久寺
- 泉称寺
- 全久寺
- 一乗院
- 法林寺
- 教心寺
- 政秀寺
- 東連寺
- 淨久寺
- 常楽寺
- 聖徳寺
- 一心寺
- 高照寺
- 善光寺
- 日光院
- 仏地院
- 大学院
- 地蔵寺
- 政林禅寺
- 徳林寺[注 2]

- 観音寺

### 観光スポット
文化施設
- 名古屋市農業センター

主な緑地
- 相生山緑地
- 島田緑地
- 天白川緑地
- 牧野ヶ池緑地

主な公園
- 稲葉山公園
- 植田中央公園
- 梅野公園
- 天白公園
- 野並公園

山
- 秋葉山
- 相生山
- 稲葉山
- 権現山

その他
- 八事霊園

## 文化・名物

### 祭事・催事
主な催事
- しだれ梅まつり

### 名産・特産
- 八事五寸人参

## 出身・関連著名人

### スポーツ選手
- 杉浦貴 - プロレスラー
- 工藤公康 - プロ野球選手（投手）・監督。同区高坂町出身で[4]、出身小中学校は市立高坂小学校・久方中学校[4][5]。家族も高坂町の市営住宅「高坂荘」に住んでいたが、公康のプロ入り後の1984年に豊明市二村台へ引っ越した[6]。本人はプロ入り当時の選手名鑑（1982年版）では当区出身とされていたが[7]、2020年版の選手名鑑では本人の出身地も「愛知県豊明市」とされている[8]。
- 紀藤真琴 - プロ野球選手（投手）。市立高坂小学校・久方中学校出身[9]。
- 田島慎二 - プロ野球選手（投手）。市立八事東小学校・市立御幸山中学校出身[10]。
- 石田健人マルク - プロ野球選手（投手）。ベルギー人の父親と日本人の母親との間に生まれたハーフで、スペインで出生してから3か月後に日本に移住[11]。市立しまだ小学校・久方中学校出身[12]。
- 中村健人- プロ野球選手（外野手）。市立久方中学校出身
- 渡部葉月 - 体操選手。平針小学校・平針中学校・東海学園高校出身。

### ミュージシャン
- 吉田佳史（TRICERATOPS）
- 呂布カルマ（ラッパー。中学校時代から区内在住。妻は、少女漫画家の山口いづみ）

### アナウンサー
- 佐藤啓 - 中京テレビアナウンサー。元プロ野球選手工藤公康の小中学校の1学年先輩に当たる[13]。
- 坂田奈央 - アナウンサーNHK→メ〜テレ現フリーアナウンサー